# Mat de Legal
|   | a | b | c | d | e | f | g | h |   |
| 8 | a8 negres torre · b8 negres cavall · d8 negres dama · f8 negres alfil · g8 negres cavall · h8 negres torre · a7 negres peó · b7 negres peó · c7 negres peó · e7 negres rei · f7 blanques alfil · h7 negres peó · d6 negres peó · g6 negres peó · d5 blanques cavall · e5 blanques cavall · e4 blanques peó · a2 blanques peó · b2 blanques peó · c2 blanques peó · d2 blanques peó · f2 blanques peó · g2 blanques peó · h2 blanques peó · a1 blanques torre · c1 blanques alfil · d1 negres alfil · e1 blanques rei · h1 blanques torre | a8 negres torre · b8 negres cavall · d8 negres dama · f8 negres alfil · g8 negres cavall · h8 negres torre · a7 negres peó · b7 negres peó · c7 negres peó · e7 negres rei · f7 blanques alfil · h7 negres peó · d6 negres peó · g6 negres peó · d5 blanques cavall · e5 blanques cavall · e4 blanques peó · a2 blanques peó · b2 blanques peó · c2 blanques peó · d2 blanques peó · f2 blanques peó · g2 blanques peó · h2 blanques peó · a1 blanques torre · c1 blanques alfil · d1 negres alfil · e1 blanques rei · h1 blanques torre | a8 negres torre · b8 negres cavall · d8 negres dama · f8 negres alfil · g8 negres cavall · h8 negres torre · a7 negres peó · b7 negres peó · c7 negres peó · e7 negres rei · f7 blanques alfil · h7 negres peó · d6 negres peó · g6 negres peó · d5 blanques cavall · e5 blanques cavall · e4 blanques peó · a2 blanques peó · b2 blanques peó · c2 blanques peó · d2 blanques peó · f2 blanques peó · g2 blanques peó · h2 blanques peó · a1 blanques torre · c1 blanques alfil · d1 negres alfil · e1 blanques rei · h1 blanques torre | a8 negres torre · b8 negres cavall · d8 negres dama · f8 negres alfil · g8 negres cavall · h8 negres torre · a7 negres peó · b7 negres peó · c7 negres peó · e7 negres rei · f7 blanques alfil · h7 negres peó · d6 negres peó · g6 negres peó · d5 blanques cavall · e5 blanques cavall · e4 blanques peó · a2 blanques peó · b2 blanques peó · c2 blanques peó · d2 blanques peó · f2 blanques peó · g2 blanques peó · h2 blanques peó · a1 blanques torre · c1 blanques alfil · d1 negres alfil · e1 blanques rei · h1 blanques torre | a8 negres torre · b8 negres cavall · d8 negres dama · f8 negres alfil · g8 negres cavall · h8 negres torre · a7 negres peó · b7 negres peó · c7 negres peó · e7 negres rei · f7 blanques alfil · h7 negres peó · d6 negres peó · g6 negres peó · d5 blanques cavall · e5 blanques cavall · e4 blanques peó · a2 blanques peó · b2 blanques peó · c2 blanques peó · d2 blanques peó · f2 blanques peó · g2 blanques peó · h2 blanques peó · a1 blanques torre · c1 blanques alfil · d1 negres alfil · e1 blanques rei · h1 blanques torre | a8 negres torre · b8 negres cavall · d8 negres dama · f8 negres alfil · g8 negres cavall · h8 negres torre · a7 negres peó · b7 negres peó · c7 negres peó · e7 negres rei · f7 blanques alfil · h7 negres peó · d6 negres peó · g6 negres peó · d5 blanques cavall · e5 blanques cavall · e4 blanques peó · a2 blanques peó · b2 blanques peó · c2 blanques peó · d2 blanques peó · f2 blanques peó · g2 blanques peó · h2 blanques peó · a1 blanques torre · c1 blanques alfil · d1 negres alfil · e1 blanques rei · h1 blanques torre | a8 negres torre · b8 negres cavall · d8 negres dama · f8 negres alfil · g8 negres cavall · h8 negres torre · a7 negres peó · b7 negres peó · c7 negres peó · e7 negres rei · f7 blanques alfil · h7 negres peó · d6 negres peó · g6 negres peó · d5 blanques cavall · e5 blanques cavall · e4 blanques peó · a2 blanques peó · b2 blanques peó · c2 blanques peó · d2 blanques peó · f2 blanques peó · g2 blanques peó · h2 blanques peó · a1 blanques torre · c1 blanques alfil · d1 negres alfil · e1 blanques rei · h1 blanques torre | a8 negres torre · b8 negres cavall · d8 negres dama · f8 negres alfil · g8 negres cavall · h8 negres torre · a7 negres peó · b7 negres peó · c7 negres peó · e7 negres rei · f7 blanques alfil · h7 negres peó · d6 negres peó · g6 negres peó · d5 blanques cavall · e5 blanques cavall · e4 blanques peó · a2 blanques peó · b2 blanques peó · c2 blanques peó · d2 blanques peó · f2 blanques peó · g2 blanques peó · h2 blanques peó · a1 blanques torre · c1 blanques alfil · d1 negres alfil · e1 blanques rei · h1 blanques torre | 8 |
| 7 | a8 negres torre · b8 negres cavall · d8 negres dama · f8 negres alfil · g8 negres cavall · h8 negres torre · a7 negres peó · b7 negres peó · c7 negres peó · e7 negres rei · f7 blanques alfil · h7 negres peó · d6 negres peó · g6 negres peó · d5 blanques cavall · e5 blanques cavall · e4 blanques peó · a2 blanques peó · b2 blanques peó · c2 blanques peó · d2 blanques peó · f2 blanques peó · g2 blanques peó · h2 blanques peó · a1 blanques torre · c1 blanques alfil · d1 negres alfil · e1 blanques rei · h1 blanques torre | a8 negres torre · b8 negres cavall · d8 negres dama · f8 negres alfil · g8 negres cavall · h8 negres torre · a7 negres peó · b7 negres peó · c7 negres peó · e7 negres rei · f7 blanques alfil · h7 negres peó · d6 negres peó · g6 negres peó · d5 blanques cavall · e5 blanques cavall · e4 blanques peó · a2 blanques peó · b2 blanques peó · c2 blanques peó · d2 blanques peó · f2 blanques peó · g2 blanques peó · h2 blanques peó · a1 blanques torre · c1 blanques alfil · d1 negres alfil · e1 blanques rei · h1 blanques torre | a8 negres torre · b8 negres cavall · d8 negres dama · f8 negres alfil · g8 negres cavall · h8 negres torre · a7 negres peó · b7 negres peó · c7 negres peó · e7 negres rei · f7 blanques alfil · h7 negres peó · d6 negres peó · g6 negres peó · d5 blanques cavall · e5 blanques cavall · e4 blanques peó · a2 blanques peó · b2 blanques peó · c2 blanques peó · d2 blanques peó · f2 blanques peó · g2 blanques peó · h2 blanques peó · a1 blanques torre · c1 blanques alfil · d1 negres alfil · e1 blanques rei · h1 blanques torre | a8 negres torre · b8 negres cavall · d8 negres dama · f8 negres alfil · g8 negres cavall · h8 negres torre · a7 negres peó · b7 negres peó · c7 negres peó · e7 negres rei · f7 blanques alfil · h7 negres peó · d6 negres peó · g6 negres peó · d5 blanques cavall · e5 blanques cavall · e4 blanques peó · a2 blanques peó · b2 blanques peó · c2 blanques peó · d2 blanques peó · f2 blanques peó · g2 blanques peó · h2 blanques peó · a1 blanques torre · c1 blanques alfil · d1 negres alfil · e1 blanques rei · h1 blanques torre | a8 negres torre · b8 negres cavall · d8 negres dama · f8 negres alfil · g8 negres cavall · h8 negres torre · a7 negres peó · b7 negres peó · c7 negres peó · e7 negres rei · f7 blanques alfil · h7 negres peó · d6 negres peó · g6 negres peó · d5 blanques cavall · e5 blanques cavall · e4 blanques peó · a2 blanques peó · b2 blanques peó · c2 blanques peó · d2 blanques peó · f2 blanques peó · g2 blanques peó · h2 blanques peó · a1 blanques torre · c1 blanques alfil · d1 negres alfil · e1 blanques rei · h1 blanques torre | a8 negres torre · b8 negres cavall · d8 negres dama · f8 negres alfil · g8 negres cavall · h8 negres torre · a7 negres peó · b7 negres peó · c7 negres peó · e7 negres rei · f7 blanques alfil · h7 negres peó · d6 negres peó · g6 negres peó · d5 blanques cavall · e5 blanques cavall · e4 blanques peó · a2 blanques peó · b2 blanques peó · c2 blanques peó · d2 blanques peó · f2 blanques peó · g2 blanques peó · h2 blanques peó · a1 blanques torre · c1 blanques alfil · d1 negres alfil · e1 blanques rei · h1 blanques torre | a8 negres torre · b8 negres cavall · d8 negres dama · f8 negres alfil · g8 negres cavall · h8 negres torre · a7 negres peó · b7 negres peó · c7 negres peó · e7 negres rei · f7 blanques alfil · h7 negres peó · d6 negres peó · g6 negres peó · d5 blanques cavall · e5 blanques cavall · e4 blanques peó · a2 blanques peó · b2 blanques peó · c2 blanques peó · d2 blanques peó · f2 blanques peó · g2 blanques peó · h2 blanques peó · a1 blanques torre · c1 blanques alfil · d1 negres alfil · e1 blanques rei · h1 blanques torre | a8 negres torre · b8 negres cavall · d8 negres dama · f8 negres alfil · g8 negres cavall · h8 negres torre · a7 negres peó · b7 negres peó · c7 negres peó · e7 negres rei · f7 blanques alfil · h7 negres peó · d6 negres peó · g6 negres peó · d5 blanques cavall · e5 blanques cavall · e4 blanques peó · a2 blanques peó · b2 blanques peó · c2 blanques peó · d2 blanques peó · f2 blanques peó · g2 blanques peó · h2 blanques peó · a1 blanques torre · c1 blanques alfil · d1 negres alfil · e1 blanques rei · h1 blanques torre | 7 |
| 6 | a8 negres torre · b8 negres cavall · d8 negres dama · f8 negres alfil · g8 negres cavall · h8 negres torre · a7 negres peó · b7 negres peó · c7 negres peó · e7 negres rei · f7 blanques alfil · h7 negres peó · d6 negres peó · g6 negres peó · d5 blanques cavall · e5 blanques cavall · e4 blanques peó · a2 blanques peó · b2 blanques peó · c2 blanques peó · d2 blanques peó · f2 blanques peó · g2 blanques peó · h2 blanques peó · a1 blanques torre · c1 blanques alfil · d1 negres alfil · e1 blanques rei · h1 blanques torre | a8 negres torre · b8 negres cavall · d8 negres dama · f8 negres alfil · g8 negres cavall · h8 negres torre · a7 negres peó · b7 negres peó · c7 negres peó · e7 negres rei · f7 blanques alfil · h7 negres peó · d6 negres peó · g6 negres peó · d5 blanques cavall · e5 blanques cavall · e4 blanques peó · a2 blanques peó · b2 blanques peó · c2 blanques peó · d2 blanques peó · f2 blanques peó · g2 blanques peó · h2 blanques peó · a1 blanques torre · c1 blanques alfil · d1 negres alfil · e1 blanques rei · h1 blanques torre | a8 negres torre · b8 negres cavall · d8 negres dama · f8 negres alfil · g8 negres cavall · h8 negres torre · a7 negres peó · b7 negres peó · c7 negres peó · e7 negres rei · f7 blanques alfil · h7 negres peó · d6 negres peó · g6 negres peó · d5 blanques cavall · e5 blanques cavall · e4 blanques peó · a2 blanques peó · b2 blanques peó · c2 blanques peó · d2 blanques peó · f2 blanques peó · g2 blanques peó · h2 blanques peó · a1 blanques torre · c1 blanques alfil · d1 negres alfil · e1 blanques rei · h1 blanques torre | a8 negres torre · b8 negres cavall · d8 negres dama · f8 negres alfil · g8 negres cavall · h8 negres torre · a7 negres peó · b7 negres peó · c7 negres peó · e7 negres rei · f7 blanques alfil · h7 negres peó · d6 negres peó · g6 negres peó · d5 blanques cavall · e5 blanques cavall · e4 blanques peó · a2 blanques peó · b2 blanques peó · c2 blanques peó · d2 blanques peó · f2 blanques peó · g2 blanques peó · h2 blanques peó · a1 blanques torre · c1 blanques alfil · d1 negres alfil · e1 blanques rei · h1 blanques torre | a8 negres torre · b8 negres cavall · d8 negres dama · f8 negres alfil · g8 negres cavall · h8 negres torre · a7 negres peó · b7 negres peó · c7 negres peó · e7 negres rei · f7 blanques alfil · h7 negres peó · d6 negres peó · g6 negres peó · d5 blanques cavall · e5 blanques cavall · e4 blanques peó · a2 blanques peó · b2 blanques peó · c2 blanques peó · d2 blanques peó · f2 blanques peó · g2 blanques peó · h2 blanques peó · a1 blanques torre · c1 blanques alfil · d1 negres alfil · e1 blanques rei · h1 blanques torre | a8 negres torre · b8 negres cavall · d8 negres dama · f8 negres alfil · g8 negres cavall · h8 negres torre · a7 negres peó · b7 negres peó · c7 negres peó · e7 negres rei · f7 blanques alfil · h7 negres peó · d6 negres peó · g6 negres peó · d5 blanques cavall · e5 blanques cavall · e4 blanques peó · a2 blanques peó · b2 blanques peó · c2 blanques peó · d2 blanques peó · f2 blanques peó · g2 blanques peó · h2 blanques peó · a1 blanques torre · c1 blanques alfil · d1 negres alfil · e1 blanques rei · h1 blanques torre | a8 negres torre · b8 negres cavall · d8 negres dama · f8 negres alfil · g8 negres cavall · h8 negres torre · a7 negres peó · b7 negres peó · c7 negres peó · e7 negres rei · f7 blanques alfil · h7 negres peó · d6 negres peó · g6 negres peó · d5 blanques cavall · e5 blanques cavall · e4 blanques peó · a2 blanques peó · b2 blanques peó · c2 blanques peó · d2 blanques peó · f2 blanques peó · g2 blanques peó · h2 blanques peó · a1 blanques torre · c1 blanques alfil · d1 negres alfil · e1 blanques rei · h1 blanques torre | a8 negres torre · b8 negres cavall · d8 negres dama · f8 negres alfil · g8 negres cavall · h8 negres torre · a7 negres peó · b7 negres peó · c7 negres peó · e7 negres rei · f7 blanques alfil · h7 negres peó · d6 negres peó · g6 negres peó · d5 blanques cavall · e5 blanques cavall · e4 blanques peó · a2 blanques peó · b2 blanques peó · c2 blanques peó · d2 blanques peó · f2 blanques peó · g2 blanques peó · h2 blanques peó · a1 blanques torre · c1 blanques alfil · d1 negres alfil · e1 blanques rei · h1 blanques torre | 6 |
| 5 | a8 negres torre · b8 negres cavall · d8 negres dama · f8 negres alfil · g8 negres cavall · h8 negres torre · a7 negres peó · b7 negres peó · c7 negres peó · e7 negres rei · f7 blanques alfil · h7 negres peó · d6 negres peó · g6 negres peó · d5 blanques cavall · e5 blanques cavall · e4 blanques peó · a2 blanques peó · b2 blanques peó · c2 blanques peó · d2 blanques peó · f2 blanques peó · g2 blanques peó · h2 blanques peó · a1 blanques torre · c1 blanques alfil · d1 negres alfil · e1 blanques rei · h1 blanques torre | a8 negres torre · b8 negres cavall · d8 negres dama · f8 negres alfil · g8 negres cavall · h8 negres torre · a7 negres peó · b7 negres peó · c7 negres peó · e7 negres rei · f7 blanques alfil · h7 negres peó · d6 negres peó · g6 negres peó · d5 blanques cavall · e5 blanques cavall · e4 blanques peó · a2 blanques peó · b2 blanques peó · c2 blanques peó · d2 blanques peó · f2 blanques peó · g2 blanques peó · h2 blanques peó · a1 blanques torre · c1 blanques alfil · d1 negres alfil · e1 blanques rei · h1 blanques torre | a8 negres torre · b8 negres cavall · d8 negres dama · f8 negres alfil · g8 negres cavall · h8 negres torre · a7 negres peó · b7 negres peó · c7 negres peó · e7 negres rei · f7 blanques alfil · h7 negres peó · d6 negres peó · g6 negres peó · d5 blanques cavall · e5 blanques cavall · e4 blanques peó · a2 blanques peó · b2 blanques peó · c2 blanques peó · d2 blanques peó · f2 blanques peó · g2 blanques peó · h2 blanques peó · a1 blanques torre · c1 blanques alfil · d1 negres alfil · e1 blanques rei · h1 blanques torre | a8 negres torre · b8 negres cavall · d8 negres dama · f8 negres alfil · g8 negres cavall · h8 negres torre · a7 negres peó · b7 negres peó · c7 negres peó · e7 negres rei · f7 blanques alfil · h7 negres peó · d6 negres peó · g6 negres peó · d5 blanques cavall · e5 blanques cavall · e4 blanques peó · a2 blanques peó · b2 blanques peó · c2 blanques peó · d2 blanques peó · f2 blanques peó · g2 blanques peó · h2 blanques peó · a1 blanques torre · c1 blanques alfil · d1 negres alfil · e1 blanques rei · h1 blanques torre | a8 negres torre · b8 negres cavall · d8 negres dama · f8 negres alfil · g8 negres cavall · h8 negres torre · a7 negres peó · b7 negres peó · c7 negres peó · e7 negres rei · f7 blanques alfil · h7 negres peó · d6 negres peó · g6 negres peó · d5 blanques cavall · e5 blanques cavall · e4 blanques peó · a2 blanques peó · b2 blanques peó · c2 blanques peó · d2 blanques peó · f2 blanques peó · g2 blanques peó · h2 blanques peó · a1 blanques torre · c1 blanques alfil · d1 negres alfil · e1 blanques rei · h1 blanques torre | a8 negres torre · b8 negres cavall · d8 negres dama · f8 negres alfil · g8 negres cavall · h8 negres torre · a7 negres peó · b7 negres peó · c7 negres peó · e7 negres rei · f7 blanques alfil · h7 negres peó · d6 negres peó · g6 negres peó · d5 blanques cavall · e5 blanques cavall · e4 blanques peó · a2 blanques peó · b2 blanques peó · c2 blanques peó · d2 blanques peó · f2 blanques peó · g2 blanques peó · h2 blanques peó · a1 blanques torre · c1 blanques alfil · d1 negres alfil · e1 blanques rei · h1 blanques torre | a8 negres torre · b8 negres cavall · d8 negres dama · f8 negres alfil · g8 negres cavall · h8 negres torre · a7 negres peó · b7 negres peó · c7 negres peó · e7 negres rei · f7 blanques alfil · h7 negres peó · d6 negres peó · g6 negres peó · d5 blanques cavall · e5 blanques cavall · e4 blanques peó · a2 blanques peó · b2 blanques peó · c2 blanques peó · d2 blanques peó · f2 blanques peó · g2 blanques peó · h2 blanques peó · a1 blanques torre · c1 blanques alfil · d1 negres alfil · e1 blanques rei · h1 blanques torre | a8 negres torre · b8 negres cavall · d8 negres dama · f8 negres alfil · g8 negres cavall · h8 negres torre · a7 negres peó · b7 negres peó · c7 negres peó · e7 negres rei · f7 blanques alfil · h7 negres peó · d6 negres peó · g6 negres peó · d5 blanques cavall · e5 blanques cavall · e4 blanques peó · a2 blanques peó · b2 blanques peó · c2 blanques peó · d2 blanques peó · f2 blanques peó · g2 blanques peó · h2 blanques peó · a1 blanques torre · c1 blanques alfil · d1 negres alfil · e1 blanques rei · h1 blanques torre | 5 |
| 4 | a8 negres torre · b8 negres cavall · d8 negres dama · f8 negres alfil · g8 negres cavall · h8 negres torre · a7 negres peó · b7 negres peó · c7 negres peó · e7 negres rei · f7 blanques alfil · h7 negres peó · d6 negres peó · g6 negres peó · d5 blanques cavall · e5 blanques cavall · e4 blanques peó · a2 blanques peó · b2 blanques peó · c2 blanques peó · d2 blanques peó · f2 blanques peó · g2 blanques peó · h2 blanques peó · a1 blanques torre · c1 blanques alfil · d1 negres alfil · e1 blanques rei · h1 blanques torre | a8 negres torre · b8 negres cavall · d8 negres dama · f8 negres alfil · g8 negres cavall · h8 negres torre · a7 negres peó · b7 negres peó · c7 negres peó · e7 negres rei · f7 blanques alfil · h7 negres peó · d6 negres peó · g6 negres peó · d5 blanques cavall · e5 blanques cavall · e4 blanques peó · a2 blanques peó · b2 blanques peó · c2 blanques peó · d2 blanques peó · f2 blanques peó · g2 blanques peó · h2 blanques peó · a1 blanques torre · c1 blanques alfil · d1 negres alfil · e1 blanques rei · h1 blanques torre | a8 negres torre · b8 negres cavall · d8 negres dama · f8 negres alfil · g8 negres cavall · h8 negres torre · a7 negres peó · b7 negres peó · c7 negres peó · e7 negres rei · f7 blanques alfil · h7 negres peó · d6 negres peó · g6 negres peó · d5 blanques cavall · e5 blanques cavall · e4 blanques peó · a2 blanques peó · b2 blanques peó · c2 blanques peó · d2 blanques peó · f2 blanques peó · g2 blanques peó · h2 blanques peó · a1 blanques torre · c1 blanques alfil · d1 negres alfil · e1 blanques rei · h1 blanques torre | a8 negres torre · b8 negres cavall · d8 negres dama · f8 negres alfil · g8 negres cavall · h8 negres torre · a7 negres peó · b7 negres peó · c7 negres peó · e7 negres rei · f7 blanques alfil · h7 negres peó · d6 negres peó · g6 negres peó · d5 blanques cavall · e5 blanques cavall · e4 blanques peó · a2 blanques peó · b2 blanques peó · c2 blanques peó · d2 blanques peó · f2 blanques peó · g2 blanques peó · h2 blanques peó · a1 blanques torre · c1 blanques alfil · d1 negres alfil · e1 blanques rei · h1 blanques torre | a8 negres torre · b8 negres cavall · d8 negres dama · f8 negres alfil · g8 negres cavall · h8 negres torre · a7 negres peó · b7 negres peó · c7 negres peó · e7 negres rei · f7 blanques alfil · h7 negres peó · d6 negres peó · g6 negres peó · d5 blanques cavall · e5 blanques cavall · e4 blanques peó · a2 blanques peó · b2 blanques peó · c2 blanques peó · d2 blanques peó · f2 blanques peó · g2 blanques peó · h2 blanques peó · a1 blanques torre · c1 blanques alfil · d1 negres alfil · e1 blanques rei · h1 blanques torre | a8 negres torre · b8 negres cavall · d8 negres dama · f8 negres alfil · g8 negres cavall · h8 negres torre · a7 negres peó · b7 negres peó · c7 negres peó · e7 negres rei · f7 blanques alfil · h7 negres peó · d6 negres peó · g6 negres peó · d5 blanques cavall · e5 blanques cavall · e4 blanques peó · a2 blanques peó · b2 blanques peó · c2 blanques peó · d2 blanques peó · f2 blanques peó · g2 blanques peó · h2 blanques peó · a1 blanques torre · c1 blanques alfil · d1 negres alfil · e1 blanques rei · h1 blanques torre | a8 negres torre · b8 negres cavall · d8 negres dama · f8 negres alfil · g8 negres cavall · h8 negres torre · a7 negres peó · b7 negres peó · c7 negres peó · e7 negres rei · f7 blanques alfil · h7 negres peó · d6 negres peó · g6 negres peó · d5 blanques cavall · e5 blanques cavall · e4 blanques peó · a2 blanques peó · b2 blanques peó · c2 blanques peó · d2 blanques peó · f2 blanques peó · g2 blanques peó · h2 blanques peó · a1 blanques torre · c1 blanques alfil · d1 negres alfil · e1 blanques rei · h1 blanques torre | a8 negres torre · b8 negres cavall · d8 negres dama · f8 negres alfil · g8 negres cavall · h8 negres torre · a7 negres peó · b7 negres peó · c7 negres peó · e7 negres rei · f7 blanques alfil · h7 negres peó · d6 negres peó · g6 negres peó · d5 blanques cavall · e5 blanques cavall · e4 blanques peó · a2 blanques peó · b2 blanques peó · c2 blanques peó · d2 blanques peó · f2 blanques peó · g2 blanques peó · h2 blanques peó · a1 blanques torre · c1 blanques alfil · d1 negres alfil · e1 blanques rei · h1 blanques torre | 4 |
| 3 | a8 negres torre · b8 negres cavall · d8 negres dama · f8 negres alfil · g8 negres cavall · h8 negres torre · a7 negres peó · b7 negres peó · c7 negres peó · e7 negres rei · f7 blanques alfil · h7 negres peó · d6 negres peó · g6 negres peó · d5 blanques cavall · e5 blanques cavall · e4 blanques peó · a2 blanques peó · b2 blanques peó · c2 blanques peó · d2 blanques peó · f2 blanques peó · g2 blanques peó · h2 blanques peó · a1 blanques torre · c1 blanques alfil · d1 negres alfil · e1 blanques rei · h1 blanques torre | a8 negres torre · b8 negres cavall · d8 negres dama · f8 negres alfil · g8 negres cavall · h8 negres torre · a7 negres peó · b7 negres peó · c7 negres peó · e7 negres rei · f7 blanques alfil · h7 negres peó · d6 negres peó · g6 negres peó · d5 blanques cavall · e5 blanques cavall · e4 blanques peó · a2 blanques peó · b2 blanques peó · c2 blanques peó · d2 blanques peó · f2 blanques peó · g2 blanques peó · h2 blanques peó · a1 blanques torre · c1 blanques alfil · d1 negres alfil · e1 blanques rei · h1 blanques torre | a8 negres torre · b8 negres cavall · d8 negres dama · f8 negres alfil · g8 negres cavall · h8 negres torre · a7 negres peó · b7 negres peó · c7 negres peó · e7 negres rei · f7 blanques alfil · h7 negres peó · d6 negres peó · g6 negres peó · d5 blanques cavall · e5 blanques cavall · e4 blanques peó · a2 blanques peó · b2 blanques peó · c2 blanques peó · d2 blanques peó · f2 blanques peó · g2 blanques peó · h2 blanques peó · a1 blanques torre · c1 blanques alfil · d1 negres alfil · e1 blanques rei · h1 blanques torre | a8 negres torre · b8 negres cavall · d8 negres dama · f8 negres alfil · g8 negres cavall · h8 negres torre · a7 negres peó · b7 negres peó · c7 negres peó · e7 negres rei · f7 blanques alfil · h7 negres peó · d6 negres peó · g6 negres peó · d5 blanques cavall · e5 blanques cavall · e4 blanques peó · a2 blanques peó · b2 blanques peó · c2 blanques peó · d2 blanques peó · f2 blanques peó · g2 blanques peó · h2 blanques peó · a1 blanques torre · c1 blanques alfil · d1 negres alfil · e1 blanques rei · h1 blanques torre | a8 negres torre · b8 negres cavall · d8 negres dama · f8 negres alfil · g8 negres cavall · h8 negres torre · a7 negres peó · b7 negres peó · c7 negres peó · e7 negres rei · f7 blanques alfil · h7 negres peó · d6 negres peó · g6 negres peó · d5 blanques cavall · e5 blanques cavall · e4 blanques peó · a2 blanques peó · b2 blanques peó · c2 blanques peó · d2 blanques peó · f2 blanques peó · g2 blanques peó · h2 blanques peó · a1 blanques torre · c1 blanques alfil · d1 negres alfil · e1 blanques rei · h1 blanques torre | a8 negres torre · b8 negres cavall · d8 negres dama · f8 negres alfil · g8 negres cavall · h8 negres torre · a7 negres peó · b7 negres peó · c7 negres peó · e7 negres rei · f7 blanques alfil · h7 negres peó · d6 negres peó · g6 negres peó · d5 blanques cavall · e5 blanques cavall · e4 blanques peó · a2 blanques peó · b2 blanques peó · c2 blanques peó · d2 blanques peó · f2 blanques peó · g2 blanques peó · h2 blanques peó · a1 blanques torre · c1 blanques alfil · d1 negres alfil · e1 blanques rei · h1 blanques torre | a8 negres torre · b8 negres cavall · d8 negres dama · f8 negres alfil · g8 negres cavall · h8 negres torre · a7 negres peó · b7 negres peó · c7 negres peó · e7 negres rei · f7 blanques alfil · h7 negres peó · d6 negres peó · g6 negres peó · d5 blanques cavall · e5 blanques cavall · e4 blanques peó · a2 blanques peó · b2 blanques peó · c2 blanques peó · d2 blanques peó · f2 blanques peó · g2 blanques peó · h2 blanques peó · a1 blanques torre · c1 blanques alfil · d1 negres alfil · e1 blanques rei · h1 blanques torre | a8 negres torre · b8 negres cavall · d8 negres dama · f8 negres alfil · g8 negres cavall · h8 negres torre · a7 negres peó · b7 negres peó · c7 negres peó · e7 negres rei · f7 blanques alfil · h7 negres peó · d6 negres peó · g6 negres peó · d5 blanques cavall · e5 blanques cavall · e4 blanques peó · a2 blanques peó · b2 blanques peó · c2 blanques peó · d2 blanques peó · f2 blanques peó · g2 blanques peó · h2 blanques peó · a1 blanques torre · c1 blanques alfil · d1 negres alfil · e1 blanques rei · h1 blanques torre | 3 |
| 2 | a8 negres torre · b8 negres cavall · d8 negres dama · f8 negres alfil · g8 negres cavall · h8 negres torre · a7 negres peó · b7 negres peó · c7 negres peó · e7 negres rei · f7 blanques alfil · h7 negres peó · d6 negres peó · g6 negres peó · d5 blanques cavall · e5 blanques cavall · e4 blanques peó · a2 blanques peó · b2 blanques peó · c2 blanques peó · d2 blanques peó · f2 blanques peó · g2 blanques peó · h2 blanques peó · a1 blanques torre · c1 blanques alfil · d1 negres alfil · e1 blanques rei · h1 blanques torre | a8 negres torre · b8 negres cavall · d8 negres dama · f8 negres alfil · g8 negres cavall · h8 negres torre · a7 negres peó · b7 negres peó · c7 negres peó · e7 negres rei · f7 blanques alfil · h7 negres peó · d6 negres peó · g6 negres peó · d5 blanques cavall · e5 blanques cavall · e4 blanques peó · a2 blanques peó · b2 blanques peó · c2 blanques peó · d2 blanques peó · f2 blanques peó · g2 blanques peó · h2 blanques peó · a1 blanques torre · c1 blanques alfil · d1 negres alfil · e1 blanques rei · h1 blanques torre | a8 negres torre · b8 negres cavall · d8 negres dama · f8 negres alfil · g8 negres cavall · h8 negres torre · a7 negres peó · b7 negres peó · c7 negres peó · e7 negres rei · f7 blanques alfil · h7 negres peó · d6 negres peó · g6 negres peó · d5 blanques cavall · e5 blanques cavall · e4 blanques peó · a2 blanques peó · b2 blanques peó · c2 blanques peó · d2 blanques peó · f2 blanques peó · g2 blanques peó · h2 blanques peó · a1 blanques torre · c1 blanques alfil · d1 negres alfil · e1 blanques rei · h1 blanques torre | a8 negres torre · b8 negres cavall · d8 negres dama · f8 negres alfil · g8 negres cavall · h8 negres torre · a7 negres peó · b7 negres peó · c7 negres peó · e7 negres rei · f7 blanques alfil · h7 negres peó · d6 negres peó · g6 negres peó · d5 blanques cavall · e5 blanques cavall · e4 blanques peó · a2 blanques peó · b2 blanques peó · c2 blanques peó · d2 blanques peó · f2 blanques peó · g2 blanques peó · h2 blanques peó · a1 blanques torre · c1 blanques alfil · d1 negres alfil · e1 blanques rei · h1 blanques torre | a8 negres torre · b8 negres cavall · d8 negres dama · f8 negres alfil · g8 negres cavall · h8 negres torre · a7 negres peó · b7 negres peó · c7 negres peó · e7 negres rei · f7 blanques alfil · h7 negres peó · d6 negres peó · g6 negres peó · d5 blanques cavall · e5 blanques cavall · e4 blanques peó · a2 blanques peó · b2 blanques peó · c2 blanques peó · d2 blanques peó · f2 blanques peó · g2 blanques peó · h2 blanques peó · a1 blanques torre · c1 blanques alfil · d1 negres alfil · e1 blanques rei · h1 blanques torre | a8 negres torre · b8 negres cavall · d8 negres dama · f8 negres alfil · g8 negres cavall · h8 negres torre · a7 negres peó · b7 negres peó · c7 negres peó · e7 negres rei · f7 blanques alfil · h7 negres peó · d6 negres peó · g6 negres peó · d5 blanques cavall · e5 blanques cavall · e4 blanques peó · a2 blanques peó · b2 blanques peó · c2 blanques peó · d2 blanques peó · f2 blanques peó · g2 blanques peó · h2 blanques peó · a1 blanques torre · c1 blanques alfil · d1 negres alfil · e1 blanques rei · h1 blanques torre | a8 negres torre · b8 negres cavall · d8 negres dama · f8 negres alfil · g8 negres cavall · h8 negres torre · a7 negres peó · b7 negres peó · c7 negres peó · e7 negres rei · f7 blanques alfil · h7 negres peó · d6 negres peó · g6 negres peó · d5 blanques cavall · e5 blanques cavall · e4 blanques peó · a2 blanques peó · b2 blanques peó · c2 blanques peó · d2 blanques peó · f2 blanques peó · g2 blanques peó · h2 blanques peó · a1 blanques torre · c1 blanques alfil · d1 negres alfil · e1 blanques rei · h1 blanques torre | a8 negres torre · b8 negres cavall · d8 negres dama · f8 negres alfil · g8 negres cavall · h8 negres torre · a7 negres peó · b7 negres peó · c7 negres peó · e7 negres rei · f7 blanques alfil · h7 negres peó · d6 negres peó · g6 negres peó · d5 blanques cavall · e5 blanques cavall · e4 blanques peó · a2 blanques peó · b2 blanques peó · c2 blanques peó · d2 blanques peó · f2 blanques peó · g2 blanques peó · h2 blanques peó · a1 blanques torre · c1 blanques alfil · d1 negres alfil · e1 blanques rei · h1 blanques torre | 2 |
| 1 | a8 negres torre · b8 negres cavall · d8 negres dama · f8 negres alfil · g8 negres cavall · h8 negres torre · a7 negres peó · b7 negres peó · c7 negres peó · e7 negres rei · f7 blanques alfil · h7 negres peó · d6 negres peó · g6 negres peó · d5 blanques cavall · e5 blanques cavall · e4 blanques peó · a2 blanques peó · b2 blanques peó · c2 blanques peó · d2 blanques peó · f2 blanques peó · g2 blanques peó · h2 blanques peó · a1 blanques torre · c1 blanques alfil · d1 negres alfil · e1 blanques rei · h1 blanques torre | a8 negres torre · b8 negres cavall · d8 negres dama · f8 negres alfil · g8 negres cavall · h8 negres torre · a7 negres peó · b7 negres peó · c7 negres peó · e7 negres rei · f7 blanques alfil · h7 negres peó · d6 negres peó · g6 negres peó · d5 blanques cavall · e5 blanques cavall · e4 blanques peó · a2 blanques peó · b2 blanques peó · c2 blanques peó · d2 blanques peó · f2 blanques peó · g2 blanques peó · h2 blanques peó · a1 blanques torre · c1 blanques alfil · d1 negres alfil · e1 blanques rei · h1 blanques torre | a8 negres torre · b8 negres cavall · d8 negres dama · f8 negres alfil · g8 negres cavall · h8 negres torre · a7 negres peó · b7 negres peó · c7 negres peó · e7 negres rei · f7 blanques alfil · h7 negres peó · d6 negres peó · g6 negres peó · d5 blanques cavall · e5 blanques cavall · e4 blanques peó · a2 blanques peó · b2 blanques peó · c2 blanques peó · d2 blanques peó · f2 blanques peó · g2 blanques peó · h2 blanques peó · a1 blanques torre · c1 blanques alfil · d1 negres alfil · e1 blanques rei · h1 blanques torre | a8 negres torre · b8 negres cavall · d8 negres dama · f8 negres alfil · g8 negres cavall · h8 negres torre · a7 negres peó · b7 negres peó · c7 negres peó · e7 negres rei · f7 blanques alfil · h7 negres peó · d6 negres peó · g6 negres peó · d5 blanques cavall · e5 blanques cavall · e4 blanques peó · a2 blanques peó · b2 blanques peó · c2 blanques peó · d2 blanques peó · f2 blanques peó · g2 blanques peó · h2 blanques peó · a1 blanques torre · c1 blanques alfil · d1 negres alfil · e1 blanques rei · h1 blanques torre | a8 negres torre · b8 negres cavall · d8 negres dama · f8 negres alfil · g8 negres cavall · h8 negres torre · a7 negres peó · b7 negres peó · c7 negres peó · e7 negres rei · f7 blanques alfil · h7 negres peó · d6 negres peó · g6 negres peó · d5 blanques cavall · e5 blanques cavall · e4 blanques peó · a2 blanques peó · b2 blanques peó · c2 blanques peó · d2 blanques peó · f2 blanques peó · g2 blanques peó · h2 blanques peó · a1 blanques torre · c1 blanques alfil · d1 negres alfil · e1 blanques rei · h1 blanques torre | a8 negres torre · b8 negres cavall · d8 negres dama · f8 negres alfil · g8 negres cavall · h8 negres torre · a7 negres peó · b7 negres peó · c7 negres peó · e7 negres rei · f7 blanques alfil · h7 negres peó · d6 negres peó · g6 negres peó · d5 blanques cavall · e5 blanques cavall · e4 blanques peó · a2 blanques peó · b2 blanques peó · c2 blanques peó · d2 blanques peó · f2 blanques peó · g2 blanques peó · h2 blanques peó · a1 blanques torre · c1 blanques alfil · d1 negres alfil · e1 blanques rei · h1 blanques torre | a8 negres torre · b8 negres cavall · d8 negres dama · f8 negres alfil · g8 negres cavall · h8 negres torre · a7 negres peó · b7 negres peó · c7 negres peó · e7 negres rei · f7 blanques alfil · h7 negres peó · d6 negres peó · g6 negres peó · d5 blanques cavall · e5 blanques cavall · e4 blanques peó · a2 blanques peó · b2 blanques peó · c2 blanques peó · d2 blanques peó · f2 blanques peó · g2 blanques peó · h2 blanques peó · a1 blanques torre · c1 blanques alfil · d1 negres alfil · e1 blanques rei · h1 blanques torre | a8 negres torre · b8 negres cavall · d8 negres dama · f8 negres alfil · g8 negres cavall · h8 negres torre · a7 negres peó · b7 negres peó · c7 negres peó · e7 negres rei · f7 blanques alfil · h7 negres peó · d6 negres peó · g6 negres peó · d5 blanques cavall · e5 blanques cavall · e4 blanques peó · a2 blanques peó · b2 blanques peó · c2 blanques peó · d2 blanques peó · f2 blanques peó · g2 blanques peó · h2 blanques peó · a1 blanques torre · c1 blanques alfil · d1 negres alfil · e1 blanques rei · h1 blanques torre | 1 |
|   | a | b | c | d | e | f | g | h |   |

El mat de Legal és un esquema de mat que es pot produir en diferents posicions durant l'obertura d'una partida d'escacs, i que es fonamenta en un parany basat en el tema de la clavada. El seu nom prové d'una miniatura que s'hauria jugat entre Kermur de Legal i Saint-Brie el 1750 a París.

## La partida epònima
|   | a | b | c | d | e | f | g | h |   |
| 8 | a8 negres torre · b8 negres cavall · d8 negres dama · e8 negres rei · f8 negres alfil · g8 negres cavall · h8 negres torre · a7 negres peó · b7 negres peó · c7 negres peó · f7 negres peó · h7 negres peó · d6 negres peó · g6 negres peó · e5 blanques cavall · c4 blanques alfil · e4 blanques peó · g4 negres alfil · c3 blanques cavall · a2 blanques peó · b2 blanques peó · c2 blanques peó · d2 blanques peó · f2 blanques peó · g2 blanques peó · h2 blanques peó · a1 blanques torre · c1 blanques alfil · d1 blanques dama · e1 blanques rei · h1 blanques torre | a8 negres torre · b8 negres cavall · d8 negres dama · e8 negres rei · f8 negres alfil · g8 negres cavall · h8 negres torre · a7 negres peó · b7 negres peó · c7 negres peó · f7 negres peó · h7 negres peó · d6 negres peó · g6 negres peó · e5 blanques cavall · c4 blanques alfil · e4 blanques peó · g4 negres alfil · c3 blanques cavall · a2 blanques peó · b2 blanques peó · c2 blanques peó · d2 blanques peó · f2 blanques peó · g2 blanques peó · h2 blanques peó · a1 blanques torre · c1 blanques alfil · d1 blanques dama · e1 blanques rei · h1 blanques torre | a8 negres torre · b8 negres cavall · d8 negres dama · e8 negres rei · f8 negres alfil · g8 negres cavall · h8 negres torre · a7 negres peó · b7 negres peó · c7 negres peó · f7 negres peó · h7 negres peó · d6 negres peó · g6 negres peó · e5 blanques cavall · c4 blanques alfil · e4 blanques peó · g4 negres alfil · c3 blanques cavall · a2 blanques peó · b2 blanques peó · c2 blanques peó · d2 blanques peó · f2 blanques peó · g2 blanques peó · h2 blanques peó · a1 blanques torre · c1 blanques alfil · d1 blanques dama · e1 blanques rei · h1 blanques torre | a8 negres torre · b8 negres cavall · d8 negres dama · e8 negres rei · f8 negres alfil · g8 negres cavall · h8 negres torre · a7 negres peó · b7 negres peó · c7 negres peó · f7 negres peó · h7 negres peó · d6 negres peó · g6 negres peó · e5 blanques cavall · c4 blanques alfil · e4 blanques peó · g4 negres alfil · c3 blanques cavall · a2 blanques peó · b2 blanques peó · c2 blanques peó · d2 blanques peó · f2 blanques peó · g2 blanques peó · h2 blanques peó · a1 blanques torre · c1 blanques alfil · d1 blanques dama · e1 blanques rei · h1 blanques torre | a8 negres torre · b8 negres cavall · d8 negres dama · e8 negres rei · f8 negres alfil · g8 negres cavall · h8 negres torre · a7 negres peó · b7 negres peó · c7 negres peó · f7 negres peó · h7 negres peó · d6 negres peó · g6 negres peó · e5 blanques cavall · c4 blanques alfil · e4 blanques peó · g4 negres alfil · c3 blanques cavall · a2 blanques peó · b2 blanques peó · c2 blanques peó · d2 blanques peó · f2 blanques peó · g2 blanques peó · h2 blanques peó · a1 blanques torre · c1 blanques alfil · d1 blanques dama · e1 blanques rei · h1 blanques torre | a8 negres torre · b8 negres cavall · d8 negres dama · e8 negres rei · f8 negres alfil · g8 negres cavall · h8 negres torre · a7 negres peó · b7 negres peó · c7 negres peó · f7 negres peó · h7 negres peó · d6 negres peó · g6 negres peó · e5 blanques cavall · c4 blanques alfil · e4 blanques peó · g4 negres alfil · c3 blanques cavall · a2 blanques peó · b2 blanques peó · c2 blanques peó · d2 blanques peó · f2 blanques peó · g2 blanques peó · h2 blanques peó · a1 blanques torre · c1 blanques alfil · d1 blanques dama · e1 blanques rei · h1 blanques torre | a8 negres torre · b8 negres cavall · d8 negres dama · e8 negres rei · f8 negres alfil · g8 negres cavall · h8 negres torre · a7 negres peó · b7 negres peó · c7 negres peó · f7 negres peó · h7 negres peó · d6 negres peó · g6 negres peó · e5 blanques cavall · c4 blanques alfil · e4 blanques peó · g4 negres alfil · c3 blanques cavall · a2 blanques peó · b2 blanques peó · c2 blanques peó · d2 blanques peó · f2 blanques peó · g2 blanques peó · h2 blanques peó · a1 blanques torre · c1 blanques alfil · d1 blanques dama · e1 blanques rei · h1 blanques torre | a8 negres torre · b8 negres cavall · d8 negres dama · e8 negres rei · f8 negres alfil · g8 negres cavall · h8 negres torre · a7 negres peó · b7 negres peó · c7 negres peó · f7 negres peó · h7 negres peó · d6 negres peó · g6 negres peó · e5 blanques cavall · c4 blanques alfil · e4 blanques peó · g4 negres alfil · c3 blanques cavall · a2 blanques peó · b2 blanques peó · c2 blanques peó · d2 blanques peó · f2 blanques peó · g2 blanques peó · h2 blanques peó · a1 blanques torre · c1 blanques alfil · d1 blanques dama · e1 blanques rei · h1 blanques torre | 8 |
| 7 | a8 negres torre · b8 negres cavall · d8 negres dama · e8 negres rei · f8 negres alfil · g8 negres cavall · h8 negres torre · a7 negres peó · b7 negres peó · c7 negres peó · f7 negres peó · h7 negres peó · d6 negres peó · g6 negres peó · e5 blanques cavall · c4 blanques alfil · e4 blanques peó · g4 negres alfil · c3 blanques cavall · a2 blanques peó · b2 blanques peó · c2 blanques peó · d2 blanques peó · f2 blanques peó · g2 blanques peó · h2 blanques peó · a1 blanques torre · c1 blanques alfil · d1 blanques dama · e1 blanques rei · h1 blanques torre | a8 negres torre · b8 negres cavall · d8 negres dama · e8 negres rei · f8 negres alfil · g8 negres cavall · h8 negres torre · a7 negres peó · b7 negres peó · c7 negres peó · f7 negres peó · h7 negres peó · d6 negres peó · g6 negres peó · e5 blanques cavall · c4 blanques alfil · e4 blanques peó · g4 negres alfil · c3 blanques cavall · a2 blanques peó · b2 blanques peó · c2 blanques peó · d2 blanques peó · f2 blanques peó · g2 blanques peó · h2 blanques peó · a1 blanques torre · c1 blanques alfil · d1 blanques dama · e1 blanques rei · h1 blanques torre | a8 negres torre · b8 negres cavall · d8 negres dama · e8 negres rei · f8 negres alfil · g8 negres cavall · h8 negres torre · a7 negres peó · b7 negres peó · c7 negres peó · f7 negres peó · h7 negres peó · d6 negres peó · g6 negres peó · e5 blanques cavall · c4 blanques alfil · e4 blanques peó · g4 negres alfil · c3 blanques cavall · a2 blanques peó · b2 blanques peó · c2 blanques peó · d2 blanques peó · f2 blanques peó · g2 blanques peó · h2 blanques peó · a1 blanques torre · c1 blanques alfil · d1 blanques dama · e1 blanques rei · h1 blanques torre | a8 negres torre · b8 negres cavall · d8 negres dama · e8 negres rei · f8 negres alfil · g8 negres cavall · h8 negres torre · a7 negres peó · b7 negres peó · c7 negres peó · f7 negres peó · h7 negres peó · d6 negres peó · g6 negres peó · e5 blanques cavall · c4 blanques alfil · e4 blanques peó · g4 negres alfil · c3 blanques cavall · a2 blanques peó · b2 blanques peó · c2 blanques peó · d2 blanques peó · f2 blanques peó · g2 blanques peó · h2 blanques peó · a1 blanques torre · c1 blanques alfil · d1 blanques dama · e1 blanques rei · h1 blanques torre | a8 negres torre · b8 negres cavall · d8 negres dama · e8 negres rei · f8 negres alfil · g8 negres cavall · h8 negres torre · a7 negres peó · b7 negres peó · c7 negres peó · f7 negres peó · h7 negres peó · d6 negres peó · g6 negres peó · e5 blanques cavall · c4 blanques alfil · e4 blanques peó · g4 negres alfil · c3 blanques cavall · a2 blanques peó · b2 blanques peó · c2 blanques peó · d2 blanques peó · f2 blanques peó · g2 blanques peó · h2 blanques peó · a1 blanques torre · c1 blanques alfil · d1 blanques dama · e1 blanques rei · h1 blanques torre | a8 negres torre · b8 negres cavall · d8 negres dama · e8 negres rei · f8 negres alfil · g8 negres cavall · h8 negres torre · a7 negres peó · b7 negres peó · c7 negres peó · f7 negres peó · h7 negres peó · d6 negres peó · g6 negres peó · e5 blanques cavall · c4 blanques alfil · e4 blanques peó · g4 negres alfil · c3 blanques cavall · a2 blanques peó · b2 blanques peó · c2 blanques peó · d2 blanques peó · f2 blanques peó · g2 blanques peó · h2 blanques peó · a1 blanques torre · c1 blanques alfil · d1 blanques dama · e1 blanques rei · h1 blanques torre | a8 negres torre · b8 negres cavall · d8 negres dama · e8 negres rei · f8 negres alfil · g8 negres cavall · h8 negres torre · a7 negres peó · b7 negres peó · c7 negres peó · f7 negres peó · h7 negres peó · d6 negres peó · g6 negres peó · e5 blanques cavall · c4 blanques alfil · e4 blanques peó · g4 negres alfil · c3 blanques cavall · a2 blanques peó · b2 blanques peó · c2 blanques peó · d2 blanques peó · f2 blanques peó · g2 blanques peó · h2 blanques peó · a1 blanques torre · c1 blanques alfil · d1 blanques dama · e1 blanques rei · h1 blanques torre | a8 negres torre · b8 negres cavall · d8 negres dama · e8 negres rei · f8 negres alfil · g8 negres cavall · h8 negres torre · a7 negres peó · b7 negres peó · c7 negres peó · f7 negres peó · h7 negres peó · d6 negres peó · g6 negres peó · e5 blanques cavall · c4 blanques alfil · e4 blanques peó · g4 negres alfil · c3 blanques cavall · a2 blanques peó · b2 blanques peó · c2 blanques peó · d2 blanques peó · f2 blanques peó · g2 blanques peó · h2 blanques peó · a1 blanques torre · c1 blanques alfil · d1 blanques dama · e1 blanques rei · h1 blanques torre | 7 |
| 6 | a8 negres torre · b8 negres cavall · d8 negres dama · e8 negres rei · f8 negres alfil · g8 negres cavall · h8 negres torre · a7 negres peó · b7 negres peó · c7 negres peó · f7 negres peó · h7 negres peó · d6 negres peó · g6 negres peó · e5 blanques cavall · c4 blanques alfil · e4 blanques peó · g4 negres alfil · c3 blanques cavall · a2 blanques peó · b2 blanques peó · c2 blanques peó · d2 blanques peó · f2 blanques peó · g2 blanques peó · h2 blanques peó · a1 blanques torre · c1 blanques alfil · d1 blanques dama · e1 blanques rei · h1 blanques torre | a8 negres torre · b8 negres cavall · d8 negres dama · e8 negres rei · f8 negres alfil · g8 negres cavall · h8 negres torre · a7 negres peó · b7 negres peó · c7 negres peó · f7 negres peó · h7 negres peó · d6 negres peó · g6 negres peó · e5 blanques cavall · c4 blanques alfil · e4 blanques peó · g4 negres alfil · c3 blanques cavall · a2 blanques peó · b2 blanques peó · c2 blanques peó · d2 blanques peó · f2 blanques peó · g2 blanques peó · h2 blanques peó · a1 blanques torre · c1 blanques alfil · d1 blanques dama · e1 blanques rei · h1 blanques torre | a8 negres torre · b8 negres cavall · d8 negres dama · e8 negres rei · f8 negres alfil · g8 negres cavall · h8 negres torre · a7 negres peó · b7 negres peó · c7 negres peó · f7 negres peó · h7 negres peó · d6 negres peó · g6 negres peó · e5 blanques cavall · c4 blanques alfil · e4 blanques peó · g4 negres alfil · c3 blanques cavall · a2 blanques peó · b2 blanques peó · c2 blanques peó · d2 blanques peó · f2 blanques peó · g2 blanques peó · h2 blanques peó · a1 blanques torre · c1 blanques alfil · d1 blanques dama · e1 blanques rei · h1 blanques torre | a8 negres torre · b8 negres cavall · d8 negres dama · e8 negres rei · f8 negres alfil · g8 negres cavall · h8 negres torre · a7 negres peó · b7 negres peó · c7 negres peó · f7 negres peó · h7 negres peó · d6 negres peó · g6 negres peó · e5 blanques cavall · c4 blanques alfil · e4 blanques peó · g4 negres alfil · c3 blanques cavall · a2 blanques peó · b2 blanques peó · c2 blanques peó · d2 blanques peó · f2 blanques peó · g2 blanques peó · h2 blanques peó · a1 blanques torre · c1 blanques alfil · d1 blanques dama · e1 blanques rei · h1 blanques torre | a8 negres torre · b8 negres cavall · d8 negres dama · e8 negres rei · f8 negres alfil · g8 negres cavall · h8 negres torre · a7 negres peó · b7 negres peó · c7 negres peó · f7 negres peó · h7 negres peó · d6 negres peó · g6 negres peó · e5 blanques cavall · c4 blanques alfil · e4 blanques peó · g4 negres alfil · c3 blanques cavall · a2 blanques peó · b2 blanques peó · c2 blanques peó · d2 blanques peó · f2 blanques peó · g2 blanques peó · h2 blanques peó · a1 blanques torre · c1 blanques alfil · d1 blanques dama · e1 blanques rei · h1 blanques torre | a8 negres torre · b8 negres cavall · d8 negres dama · e8 negres rei · f8 negres alfil · g8 negres cavall · h8 negres torre · a7 negres peó · b7 negres peó · c7 negres peó · f7 negres peó · h7 negres peó · d6 negres peó · g6 negres peó · e5 blanques cavall · c4 blanques alfil · e4 blanques peó · g4 negres alfil · c3 blanques cavall · a2 blanques peó · b2 blanques peó · c2 blanques peó · d2 blanques peó · f2 blanques peó · g2 blanques peó · h2 blanques peó · a1 blanques torre · c1 blanques alfil · d1 blanques dama · e1 blanques rei · h1 blanques torre | a8 negres torre · b8 negres cavall · d8 negres dama · e8 negres rei · f8 negres alfil · g8 negres cavall · h8 negres torre · a7 negres peó · b7 negres peó · c7 negres peó · f7 negres peó · h7 negres peó · d6 negres peó · g6 negres peó · e5 blanques cavall · c4 blanques alfil · e4 blanques peó · g4 negres alfil · c3 blanques cavall · a2 blanques peó · b2 blanques peó · c2 blanques peó · d2 blanques peó · f2 blanques peó · g2 blanques peó · h2 blanques peó · a1 blanques torre · c1 blanques alfil · d1 blanques dama · e1 blanques rei · h1 blanques torre | a8 negres torre · b8 negres cavall · d8 negres dama · e8 negres rei · f8 negres alfil · g8 negres cavall · h8 negres torre · a7 negres peó · b7 negres peó · c7 negres peó · f7 negres peó · h7 negres peó · d6 negres peó · g6 negres peó · e5 blanques cavall · c4 blanques alfil · e4 blanques peó · g4 negres alfil · c3 blanques cavall · a2 blanques peó · b2 blanques peó · c2 blanques peó · d2 blanques peó · f2 blanques peó · g2 blanques peó · h2 blanques peó · a1 blanques torre · c1 blanques alfil · d1 blanques dama · e1 blanques rei · h1 blanques torre | 6 |
| 5 | a8 negres torre · b8 negres cavall · d8 negres dama · e8 negres rei · f8 negres alfil · g8 negres cavall · h8 negres torre · a7 negres peó · b7 negres peó · c7 negres peó · f7 negres peó · h7 negres peó · d6 negres peó · g6 negres peó · e5 blanques cavall · c4 blanques alfil · e4 blanques peó · g4 negres alfil · c3 blanques cavall · a2 blanques peó · b2 blanques peó · c2 blanques peó · d2 blanques peó · f2 blanques peó · g2 blanques peó · h2 blanques peó · a1 blanques torre · c1 blanques alfil · d1 blanques dama · e1 blanques rei · h1 blanques torre | a8 negres torre · b8 negres cavall · d8 negres dama · e8 negres rei · f8 negres alfil · g8 negres cavall · h8 negres torre · a7 negres peó · b7 negres peó · c7 negres peó · f7 negres peó · h7 negres peó · d6 negres peó · g6 negres peó · e5 blanques cavall · c4 blanques alfil · e4 blanques peó · g4 negres alfil · c3 blanques cavall · a2 blanques peó · b2 blanques peó · c2 blanques peó · d2 blanques peó · f2 blanques peó · g2 blanques peó · h2 blanques peó · a1 blanques torre · c1 blanques alfil · d1 blanques dama · e1 blanques rei · h1 blanques torre | a8 negres torre · b8 negres cavall · d8 negres dama · e8 negres rei · f8 negres alfil · g8 negres cavall · h8 negres torre · a7 negres peó · b7 negres peó · c7 negres peó · f7 negres peó · h7 negres peó · d6 negres peó · g6 negres peó · e5 blanques cavall · c4 blanques alfil · e4 blanques peó · g4 negres alfil · c3 blanques cavall · a2 blanques peó · b2 blanques peó · c2 blanques peó · d2 blanques peó · f2 blanques peó · g2 blanques peó · h2 blanques peó · a1 blanques torre · c1 blanques alfil · d1 blanques dama · e1 blanques rei · h1 blanques torre | a8 negres torre · b8 negres cavall · d8 negres dama · e8 negres rei · f8 negres alfil · g8 negres cavall · h8 negres torre · a7 negres peó · b7 negres peó · c7 negres peó · f7 negres peó · h7 negres peó · d6 negres peó · g6 negres peó · e5 blanques cavall · c4 blanques alfil · e4 blanques peó · g4 negres alfil · c3 blanques cavall · a2 blanques peó · b2 blanques peó · c2 blanques peó · d2 blanques peó · f2 blanques peó · g2 blanques peó · h2 blanques peó · a1 blanques torre · c1 blanques alfil · d1 blanques dama · e1 blanques rei · h1 blanques torre | a8 negres torre · b8 negres cavall · d8 negres dama · e8 negres rei · f8 negres alfil · g8 negres cavall · h8 negres torre · a7 negres peó · b7 negres peó · c7 negres peó · f7 negres peó · h7 negres peó · d6 negres peó · g6 negres peó · e5 blanques cavall · c4 blanques alfil · e4 blanques peó · g4 negres alfil · c3 blanques cavall · a2 blanques peó · b2 blanques peó · c2 blanques peó · d2 blanques peó · f2 blanques peó · g2 blanques peó · h2 blanques peó · a1 blanques torre · c1 blanques alfil · d1 blanques dama · e1 blanques rei · h1 blanques torre | a8 negres torre · b8 negres cavall · d8 negres dama · e8 negres rei · f8 negres alfil · g8 negres cavall · h8 negres torre · a7 negres peó · b7 negres peó · c7 negres peó · f7 negres peó · h7 negres peó · d6 negres peó · g6 negres peó · e5 blanques cavall · c4 blanques alfil · e4 blanques peó · g4 negres alfil · c3 blanques cavall · a2 blanques peó · b2 blanques peó · c2 blanques peó · d2 blanques peó · f2 blanques peó · g2 blanques peó · h2 blanques peó · a1 blanques torre · c1 blanques alfil · d1 blanques dama · e1 blanques rei · h1 blanques torre | a8 negres torre · b8 negres cavall · d8 negres dama · e8 negres rei · f8 negres alfil · g8 negres cavall · h8 negres torre · a7 negres peó · b7 negres peó · c7 negres peó · f7 negres peó · h7 negres peó · d6 negres peó · g6 negres peó · e5 blanques cavall · c4 blanques alfil · e4 blanques peó · g4 negres alfil · c3 blanques cavall · a2 blanques peó · b2 blanques peó · c2 blanques peó · d2 blanques peó · f2 blanques peó · g2 blanques peó · h2 blanques peó · a1 blanques torre · c1 blanques alfil · d1 blanques dama · e1 blanques rei · h1 blanques torre | a8 negres torre · b8 negres cavall · d8 negres dama · e8 negres rei · f8 negres alfil · g8 negres cavall · h8 negres torre · a7 negres peó · b7 negres peó · c7 negres peó · f7 negres peó · h7 negres peó · d6 negres peó · g6 negres peó · e5 blanques cavall · c4 blanques alfil · e4 blanques peó · g4 negres alfil · c3 blanques cavall · a2 blanques peó · b2 blanques peó · c2 blanques peó · d2 blanques peó · f2 blanques peó · g2 blanques peó · h2 blanques peó · a1 blanques torre · c1 blanques alfil · d1 blanques dama · e1 blanques rei · h1 blanques torre | 5 |
| 4 | a8 negres torre · b8 negres cavall · d8 negres dama · e8 negres rei · f8 negres alfil · g8 negres cavall · h8 negres torre · a7 negres peó · b7 negres peó · c7 negres peó · f7 negres peó · h7 negres peó · d6 negres peó · g6 negres peó · e5 blanques cavall · c4 blanques alfil · e4 blanques peó · g4 negres alfil · c3 blanques cavall · a2 blanques peó · b2 blanques peó · c2 blanques peó · d2 blanques peó · f2 blanques peó · g2 blanques peó · h2 blanques peó · a1 blanques torre · c1 blanques alfil · d1 blanques dama · e1 blanques rei · h1 blanques torre | a8 negres torre · b8 negres cavall · d8 negres dama · e8 negres rei · f8 negres alfil · g8 negres cavall · h8 negres torre · a7 negres peó · b7 negres peó · c7 negres peó · f7 negres peó · h7 negres peó · d6 negres peó · g6 negres peó · e5 blanques cavall · c4 blanques alfil · e4 blanques peó · g4 negres alfil · c3 blanques cavall · a2 blanques peó · b2 blanques peó · c2 blanques peó · d2 blanques peó · f2 blanques peó · g2 blanques peó · h2 blanques peó · a1 blanques torre · c1 blanques alfil · d1 blanques dama · e1 blanques rei · h1 blanques torre | a8 negres torre · b8 negres cavall · d8 negres dama · e8 negres rei · f8 negres alfil · g8 negres cavall · h8 negres torre · a7 negres peó · b7 negres peó · c7 negres peó · f7 negres peó · h7 negres peó · d6 negres peó · g6 negres peó · e5 blanques cavall · c4 blanques alfil · e4 blanques peó · g4 negres alfil · c3 blanques cavall · a2 blanques peó · b2 blanques peó · c2 blanques peó · d2 blanques peó · f2 blanques peó · g2 blanques peó · h2 blanques peó · a1 blanques torre · c1 blanques alfil · d1 blanques dama · e1 blanques rei · h1 blanques torre | a8 negres torre · b8 negres cavall · d8 negres dama · e8 negres rei · f8 negres alfil · g8 negres cavall · h8 negres torre · a7 negres peó · b7 negres peó · c7 negres peó · f7 negres peó · h7 negres peó · d6 negres peó · g6 negres peó · e5 blanques cavall · c4 blanques alfil · e4 blanques peó · g4 negres alfil · c3 blanques cavall · a2 blanques peó · b2 blanques peó · c2 blanques peó · d2 blanques peó · f2 blanques peó · g2 blanques peó · h2 blanques peó · a1 blanques torre · c1 blanques alfil · d1 blanques dama · e1 blanques rei · h1 blanques torre | a8 negres torre · b8 negres cavall · d8 negres dama · e8 negres rei · f8 negres alfil · g8 negres cavall · h8 negres torre · a7 negres peó · b7 negres peó · c7 negres peó · f7 negres peó · h7 negres peó · d6 negres peó · g6 negres peó · e5 blanques cavall · c4 blanques alfil · e4 blanques peó · g4 negres alfil · c3 blanques cavall · a2 blanques peó · b2 blanques peó · c2 blanques peó · d2 blanques peó · f2 blanques peó · g2 blanques peó · h2 blanques peó · a1 blanques torre · c1 blanques alfil · d1 blanques dama · e1 blanques rei · h1 blanques torre | a8 negres torre · b8 negres cavall · d8 negres dama · e8 negres rei · f8 negres alfil · g8 negres cavall · h8 negres torre · a7 negres peó · b7 negres peó · c7 negres peó · f7 negres peó · h7 negres peó · d6 negres peó · g6 negres peó · e5 blanques cavall · c4 blanques alfil · e4 blanques peó · g4 negres alfil · c3 blanques cavall · a2 blanques peó · b2 blanques peó · c2 blanques peó · d2 blanques peó · f2 blanques peó · g2 blanques peó · h2 blanques peó · a1 blanques torre · c1 blanques alfil · d1 blanques dama · e1 blanques rei · h1 blanques torre | a8 negres torre · b8 negres cavall · d8 negres dama · e8 negres rei · f8 negres alfil · g8 negres cavall · h8 negres torre · a7 negres peó · b7 negres peó · c7 negres peó · f7 negres peó · h7 negres peó · d6 negres peó · g6 negres peó · e5 blanques cavall · c4 blanques alfil · e4 blanques peó · g4 negres alfil · c3 blanques cavall · a2 blanques peó · b2 blanques peó · c2 blanques peó · d2 blanques peó · f2 blanques peó · g2 blanques peó · h2 blanques peó · a1 blanques torre · c1 blanques alfil · d1 blanques dama · e1 blanques rei · h1 blanques torre | a8 negres torre · b8 negres cavall · d8 negres dama · e8 negres rei · f8 negres alfil · g8 negres cavall · h8 negres torre · a7 negres peó · b7 negres peó · c7 negres peó · f7 negres peó · h7 negres peó · d6 negres peó · g6 negres peó · e5 blanques cavall · c4 blanques alfil · e4 blanques peó · g4 negres alfil · c3 blanques cavall · a2 blanques peó · b2 blanques peó · c2 blanques peó · d2 blanques peó · f2 blanques peó · g2 blanques peó · h2 blanques peó · a1 blanques torre · c1 blanques alfil · d1 blanques dama · e1 blanques rei · h1 blanques torre | 4 |
| 3 | a8 negres torre · b8 negres cavall · d8 negres dama · e8 negres rei · f8 negres alfil · g8 negres cavall · h8 negres torre · a7 negres peó · b7 negres peó · c7 negres peó · f7 negres peó · h7 negres peó · d6 negres peó · g6 negres peó · e5 blanques cavall · c4 blanques alfil · e4 blanques peó · g4 negres alfil · c3 blanques cavall · a2 blanques peó · b2 blanques peó · c2 blanques peó · d2 blanques peó · f2 blanques peó · g2 blanques peó · h2 blanques peó · a1 blanques torre · c1 blanques alfil · d1 blanques dama · e1 blanques rei · h1 blanques torre | a8 negres torre · b8 negres cavall · d8 negres dama · e8 negres rei · f8 negres alfil · g8 negres cavall · h8 negres torre · a7 negres peó · b7 negres peó · c7 negres peó · f7 negres peó · h7 negres peó · d6 negres peó · g6 negres peó · e5 blanques cavall · c4 blanques alfil · e4 blanques peó · g4 negres alfil · c3 blanques cavall · a2 blanques peó · b2 blanques peó · c2 blanques peó · d2 blanques peó · f2 blanques peó · g2 blanques peó · h2 blanques peó · a1 blanques torre · c1 blanques alfil · d1 blanques dama · e1 blanques rei · h1 blanques torre | a8 negres torre · b8 negres cavall · d8 negres dama · e8 negres rei · f8 negres alfil · g8 negres cavall · h8 negres torre · a7 negres peó · b7 negres peó · c7 negres peó · f7 negres peó · h7 negres peó · d6 negres peó · g6 negres peó · e5 blanques cavall · c4 blanques alfil · e4 blanques peó · g4 negres alfil · c3 blanques cavall · a2 blanques peó · b2 blanques peó · c2 blanques peó · d2 blanques peó · f2 blanques peó · g2 blanques peó · h2 blanques peó · a1 blanques torre · c1 blanques alfil · d1 blanques dama · e1 blanques rei · h1 blanques torre | a8 negres torre · b8 negres cavall · d8 negres dama · e8 negres rei · f8 negres alfil · g8 negres cavall · h8 negres torre · a7 negres peó · b7 negres peó · c7 negres peó · f7 negres peó · h7 negres peó · d6 negres peó · g6 negres peó · e5 blanques cavall · c4 blanques alfil · e4 blanques peó · g4 negres alfil · c3 blanques cavall · a2 blanques peó · b2 blanques peó · c2 blanques peó · d2 blanques peó · f2 blanques peó · g2 blanques peó · h2 blanques peó · a1 blanques torre · c1 blanques alfil · d1 blanques dama · e1 blanques rei · h1 blanques torre | a8 negres torre · b8 negres cavall · d8 negres dama · e8 negres rei · f8 negres alfil · g8 negres cavall · h8 negres torre · a7 negres peó · b7 negres peó · c7 negres peó · f7 negres peó · h7 negres peó · d6 negres peó · g6 negres peó · e5 blanques cavall · c4 blanques alfil · e4 blanques peó · g4 negres alfil · c3 blanques cavall · a2 blanques peó · b2 blanques peó · c2 blanques peó · d2 blanques peó · f2 blanques peó · g2 blanques peó · h2 blanques peó · a1 blanques torre · c1 blanques alfil · d1 blanques dama · e1 blanques rei · h1 blanques torre | a8 negres torre · b8 negres cavall · d8 negres dama · e8 negres rei · f8 negres alfil · g8 negres cavall · h8 negres torre · a7 negres peó · b7 negres peó · c7 negres peó · f7 negres peó · h7 negres peó · d6 negres peó · g6 negres peó · e5 blanques cavall · c4 blanques alfil · e4 blanques peó · g4 negres alfil · c3 blanques cavall · a2 blanques peó · b2 blanques peó · c2 blanques peó · d2 blanques peó · f2 blanques peó · g2 blanques peó · h2 blanques peó · a1 blanques torre · c1 blanques alfil · d1 blanques dama · e1 blanques rei · h1 blanques torre | a8 negres torre · b8 negres cavall · d8 negres dama · e8 negres rei · f8 negres alfil · g8 negres cavall · h8 negres torre · a7 negres peó · b7 negres peó · c7 negres peó · f7 negres peó · h7 negres peó · d6 negres peó · g6 negres peó · e5 blanques cavall · c4 blanques alfil · e4 blanques peó · g4 negres alfil · c3 blanques cavall · a2 blanques peó · b2 blanques peó · c2 blanques peó · d2 blanques peó · f2 blanques peó · g2 blanques peó · h2 blanques peó · a1 blanques torre · c1 blanques alfil · d1 blanques dama · e1 blanques rei · h1 blanques torre | a8 negres torre · b8 negres cavall · d8 negres dama · e8 negres rei · f8 negres alfil · g8 negres cavall · h8 negres torre · a7 negres peó · b7 negres peó · c7 negres peó · f7 negres peó · h7 negres peó · d6 negres peó · g6 negres peó · e5 blanques cavall · c4 blanques alfil · e4 blanques peó · g4 negres alfil · c3 blanques cavall · a2 blanques peó · b2 blanques peó · c2 blanques peó · d2 blanques peó · f2 blanques peó · g2 blanques peó · h2 blanques peó · a1 blanques torre · c1 blanques alfil · d1 blanques dama · e1 blanques rei · h1 blanques torre | 3 |
| 2 | a8 negres torre · b8 negres cavall · d8 negres dama · e8 negres rei · f8 negres alfil · g8 negres cavall · h8 negres torre · a7 negres peó · b7 negres peó · c7 negres peó · f7 negres peó · h7 negres peó · d6 negres peó · g6 negres peó · e5 blanques cavall · c4 blanques alfil · e4 blanques peó · g4 negres alfil · c3 blanques cavall · a2 blanques peó · b2 blanques peó · c2 blanques peó · d2 blanques peó · f2 blanques peó · g2 blanques peó · h2 blanques peó · a1 blanques torre · c1 blanques alfil · d1 blanques dama · e1 blanques rei · h1 blanques torre | a8 negres torre · b8 negres cavall · d8 negres dama · e8 negres rei · f8 negres alfil · g8 negres cavall · h8 negres torre · a7 negres peó · b7 negres peó · c7 negres peó · f7 negres peó · h7 negres peó · d6 negres peó · g6 negres peó · e5 blanques cavall · c4 blanques alfil · e4 blanques peó · g4 negres alfil · c3 blanques cavall · a2 blanques peó · b2 blanques peó · c2 blanques peó · d2 blanques peó · f2 blanques peó · g2 blanques peó · h2 blanques peó · a1 blanques torre · c1 blanques alfil · d1 blanques dama · e1 blanques rei · h1 blanques torre | a8 negres torre · b8 negres cavall · d8 negres dama · e8 negres rei · f8 negres alfil · g8 negres cavall · h8 negres torre · a7 negres peó · b7 negres peó · c7 negres peó · f7 negres peó · h7 negres peó · d6 negres peó · g6 negres peó · e5 blanques cavall · c4 blanques alfil · e4 blanques peó · g4 negres alfil · c3 blanques cavall · a2 blanques peó · b2 blanques peó · c2 blanques peó · d2 blanques peó · f2 blanques peó · g2 blanques peó · h2 blanques peó · a1 blanques torre · c1 blanques alfil · d1 blanques dama · e1 blanques rei · h1 blanques torre | a8 negres torre · b8 negres cavall · d8 negres dama · e8 negres rei · f8 negres alfil · g8 negres cavall · h8 negres torre · a7 negres peó · b7 negres peó · c7 negres peó · f7 negres peó · h7 negres peó · d6 negres peó · g6 negres peó · e5 blanques cavall · c4 blanques alfil · e4 blanques peó · g4 negres alfil · c3 blanques cavall · a2 blanques peó · b2 blanques peó · c2 blanques peó · d2 blanques peó · f2 blanques peó · g2 blanques peó · h2 blanques peó · a1 blanques torre · c1 blanques alfil · d1 blanques dama · e1 blanques rei · h1 blanques torre | a8 negres torre · b8 negres cavall · d8 negres dama · e8 negres rei · f8 negres alfil · g8 negres cavall · h8 negres torre · a7 negres peó · b7 negres peó · c7 negres peó · f7 negres peó · h7 negres peó · d6 negres peó · g6 negres peó · e5 blanques cavall · c4 blanques alfil · e4 blanques peó · g4 negres alfil · c3 blanques cavall · a2 blanques peó · b2 blanques peó · c2 blanques peó · d2 blanques peó · f2 blanques peó · g2 blanques peó · h2 blanques peó · a1 blanques torre · c1 blanques alfil · d1 blanques dama · e1 blanques rei · h1 blanques torre | a8 negres torre · b8 negres cavall · d8 negres dama · e8 negres rei · f8 negres alfil · g8 negres cavall · h8 negres torre · a7 negres peó · b7 negres peó · c7 negres peó · f7 negres peó · h7 negres peó · d6 negres peó · g6 negres peó · e5 blanques cavall · c4 blanques alfil · e4 blanques peó · g4 negres alfil · c3 blanques cavall · a2 blanques peó · b2 blanques peó · c2 blanques peó · d2 blanques peó · f2 blanques peó · g2 blanques peó · h2 blanques peó · a1 blanques torre · c1 blanques alfil · d1 blanques dama · e1 blanques rei · h1 blanques torre | a8 negres torre · b8 negres cavall · d8 negres dama · e8 negres rei · f8 negres alfil · g8 negres cavall · h8 negres torre · a7 negres peó · b7 negres peó · c7 negres peó · f7 negres peó · h7 negres peó · d6 negres peó · g6 negres peó · e5 blanques cavall · c4 blanques alfil · e4 blanques peó · g4 negres alfil · c3 blanques cavall · a2 blanques peó · b2 blanques peó · c2 blanques peó · d2 blanques peó · f2 blanques peó · g2 blanques peó · h2 blanques peó · a1 blanques torre · c1 blanques alfil · d1 blanques dama · e1 blanques rei · h1 blanques torre | a8 negres torre · b8 negres cavall · d8 negres dama · e8 negres rei · f8 negres alfil · g8 negres cavall · h8 negres torre · a7 negres peó · b7 negres peó · c7 negres peó · f7 negres peó · h7 negres peó · d6 negres peó · g6 negres peó · e5 blanques cavall · c4 blanques alfil · e4 blanques peó · g4 negres alfil · c3 blanques cavall · a2 blanques peó · b2 blanques peó · c2 blanques peó · d2 blanques peó · f2 blanques peó · g2 blanques peó · h2 blanques peó · a1 blanques torre · c1 blanques alfil · d1 blanques dama · e1 blanques rei · h1 blanques torre | 2 |
| 1 | a8 negres torre · b8 negres cavall · d8 negres dama · e8 negres rei · f8 negres alfil · g8 negres cavall · h8 negres torre · a7 negres peó · b7 negres peó · c7 negres peó · f7 negres peó · h7 negres peó · d6 negres peó · g6 negres peó · e5 blanques cavall · c4 blanques alfil · e4 blanques peó · g4 negres alfil · c3 blanques cavall · a2 blanques peó · b2 blanques peó · c2 blanques peó · d2 blanques peó · f2 blanques peó · g2 blanques peó · h2 blanques peó · a1 blanques torre · c1 blanques alfil · d1 blanques dama · e1 blanques rei · h1 blanques torre | a8 negres torre · b8 negres cavall · d8 negres dama · e8 negres rei · f8 negres alfil · g8 negres cavall · h8 negres torre · a7 negres peó · b7 negres peó · c7 negres peó · f7 negres peó · h7 negres peó · d6 negres peó · g6 negres peó · e5 blanques cavall · c4 blanques alfil · e4 blanques peó · g4 negres alfil · c3 blanques cavall · a2 blanques peó · b2 blanques peó · c2 blanques peó · d2 blanques peó · f2 blanques peó · g2 blanques peó · h2 blanques peó · a1 blanques torre · c1 blanques alfil · d1 blanques dama · e1 blanques rei · h1 blanques torre | a8 negres torre · b8 negres cavall · d8 negres dama · e8 negres rei · f8 negres alfil · g8 negres cavall · h8 negres torre · a7 negres peó · b7 negres peó · c7 negres peó · f7 negres peó · h7 negres peó · d6 negres peó · g6 negres peó · e5 blanques cavall · c4 blanques alfil · e4 blanques peó · g4 negres alfil · c3 blanques cavall · a2 blanques peó · b2 blanques peó · c2 blanques peó · d2 blanques peó · f2 blanques peó · g2 blanques peó · h2 blanques peó · a1 blanques torre · c1 blanques alfil · d1 blanques dama · e1 blanques rei · h1 blanques torre | a8 negres torre · b8 negres cavall · d8 negres dama · e8 negres rei · f8 negres alfil · g8 negres cavall · h8 negres torre · a7 negres peó · b7 negres peó · c7 negres peó · f7 negres peó · h7 negres peó · d6 negres peó · g6 negres peó · e5 blanques cavall · c4 blanques alfil · e4 blanques peó · g4 negres alfil · c3 blanques cavall · a2 blanques peó · b2 blanques peó · c2 blanques peó · d2 blanques peó · f2 blanques peó · g2 blanques peó · h2 blanques peó · a1 blanques torre · c1 blanques alfil · d1 blanques dama · e1 blanques rei · h1 blanques torre | a8 negres torre · b8 negres cavall · d8 negres dama · e8 negres rei · f8 negres alfil · g8 negres cavall · h8 negres torre · a7 negres peó · b7 negres peó · c7 negres peó · f7 negres peó · h7 negres peó · d6 negres peó · g6 negres peó · e5 blanques cavall · c4 blanques alfil · e4 blanques peó · g4 negres alfil · c3 blanques cavall · a2 blanques peó · b2 blanques peó · c2 blanques peó · d2 blanques peó · f2 blanques peó · g2 blanques peó · h2 blanques peó · a1 blanques torre · c1 blanques alfil · d1 blanques dama · e1 blanques rei · h1 blanques torre | a8 negres torre · b8 negres cavall · d8 negres dama · e8 negres rei · f8 negres alfil · g8 negres cavall · h8 negres torre · a7 negres peó · b7 negres peó · c7 negres peó · f7 negres peó · h7 negres peó · d6 negres peó · g6 negres peó · e5 blanques cavall · c4 blanques alfil · e4 blanques peó · g4 negres alfil · c3 blanques cavall · a2 blanques peó · b2 blanques peó · c2 blanques peó · d2 blanques peó · f2 blanques peó · g2 blanques peó · h2 blanques peó · a1 blanques torre · c1 blanques alfil · d1 blanques dama · e1 blanques rei · h1 blanques torre | a8 negres torre · b8 negres cavall · d8 negres dama · e8 negres rei · f8 negres alfil · g8 negres cavall · h8 negres torre · a7 negres peó · b7 negres peó · c7 negres peó · f7 negres peó · h7 negres peó · d6 negres peó · g6 negres peó · e5 blanques cavall · c4 blanques alfil · e4 blanques peó · g4 negres alfil · c3 blanques cavall · a2 blanques peó · b2 blanques peó · c2 blanques peó · d2 blanques peó · f2 blanques peó · g2 blanques peó · h2 blanques peó · a1 blanques torre · c1 blanques alfil · d1 blanques dama · e1 blanques rei · h1 blanques torre | a8 negres torre · b8 negres cavall · d8 negres dama · e8 negres rei · f8 negres alfil · g8 negres cavall · h8 negres torre · a7 negres peó · b7 negres peó · c7 negres peó · f7 negres peó · h7 negres peó · d6 negres peó · g6 negres peó · e5 blanques cavall · c4 blanques alfil · e4 blanques peó · g4 negres alfil · c3 blanques cavall · a2 blanques peó · b2 blanques peó · c2 blanques peó · d2 blanques peó · f2 blanques peó · g2 blanques peó · h2 blanques peó · a1 blanques torre · c1 blanques alfil · d1 blanques dama · e1 blanques rei · h1 blanques torre | 1 |
|   | a | b | c | d | e | f | g | h |   |

La partida de Legal contra Saint Brie, suposadament jugada a París el 1750, va ser publicada per primer cop el 1835.
1. e4 e5

2. Ac4 d6

3. Cf3 Ag4?! (jugada dubtosa)

4. Cc3 g6?

5. Cxe5!! (un cop excel·lent) Axd1?? (moviment perdedor)

6. Axf7+ Re7

7. Cd5 mat
L'ordre de les jugades mostrat aquí és el donat per Xavier Tartakover i Nicolas Giffard. Però també podem trobar l'ordre 1. e4 e5 2. Cf3 d6 3. Ac4 Ag4 4. Cc3 g6, i fins i tot d'altres.
|   | a | b | c | d | e | f | g | h |   |
| 8 | a8 negres torre · d8 negres dama · e8 negres rei · f8 negres alfil · g8 negres cavall · h8 negres torre · a7 negres peó · b7 negres peó · c7 negres peó · f7 negres peó · g7 negres peó · h7 negres peó · c6 negres cavall · d6 negres peó · e5 blanques cavall · c4 blanques alfil · e4 blanques peó · g4 negres alfil · c3 blanques cavall · a2 blanques peó · b2 blanques peó · c2 blanques peó · d2 blanques peó · f2 blanques peó · g2 blanques peó · h2 blanques peó · a1 blanques torre · c1 blanques alfil · d1 blanques dama · e1 blanques rei · h1 blanques torre | a8 negres torre · d8 negres dama · e8 negres rei · f8 negres alfil · g8 negres cavall · h8 negres torre · a7 negres peó · b7 negres peó · c7 negres peó · f7 negres peó · g7 negres peó · h7 negres peó · c6 negres cavall · d6 negres peó · e5 blanques cavall · c4 blanques alfil · e4 blanques peó · g4 negres alfil · c3 blanques cavall · a2 blanques peó · b2 blanques peó · c2 blanques peó · d2 blanques peó · f2 blanques peó · g2 blanques peó · h2 blanques peó · a1 blanques torre · c1 blanques alfil · d1 blanques dama · e1 blanques rei · h1 blanques torre | a8 negres torre · d8 negres dama · e8 negres rei · f8 negres alfil · g8 negres cavall · h8 negres torre · a7 negres peó · b7 negres peó · c7 negres peó · f7 negres peó · g7 negres peó · h7 negres peó · c6 negres cavall · d6 negres peó · e5 blanques cavall · c4 blanques alfil · e4 blanques peó · g4 negres alfil · c3 blanques cavall · a2 blanques peó · b2 blanques peó · c2 blanques peó · d2 blanques peó · f2 blanques peó · g2 blanques peó · h2 blanques peó · a1 blanques torre · c1 blanques alfil · d1 blanques dama · e1 blanques rei · h1 blanques torre | a8 negres torre · d8 negres dama · e8 negres rei · f8 negres alfil · g8 negres cavall · h8 negres torre · a7 negres peó · b7 negres peó · c7 negres peó · f7 negres peó · g7 negres peó · h7 negres peó · c6 negres cavall · d6 negres peó · e5 blanques cavall · c4 blanques alfil · e4 blanques peó · g4 negres alfil · c3 blanques cavall · a2 blanques peó · b2 blanques peó · c2 blanques peó · d2 blanques peó · f2 blanques peó · g2 blanques peó · h2 blanques peó · a1 blanques torre · c1 blanques alfil · d1 blanques dama · e1 blanques rei · h1 blanques torre | a8 negres torre · d8 negres dama · e8 negres rei · f8 negres alfil · g8 negres cavall · h8 negres torre · a7 negres peó · b7 negres peó · c7 negres peó · f7 negres peó · g7 negres peó · h7 negres peó · c6 negres cavall · d6 negres peó · e5 blanques cavall · c4 blanques alfil · e4 blanques peó · g4 negres alfil · c3 blanques cavall · a2 blanques peó · b2 blanques peó · c2 blanques peó · d2 blanques peó · f2 blanques peó · g2 blanques peó · h2 blanques peó · a1 blanques torre · c1 blanques alfil · d1 blanques dama · e1 blanques rei · h1 blanques torre | a8 negres torre · d8 negres dama · e8 negres rei · f8 negres alfil · g8 negres cavall · h8 negres torre · a7 negres peó · b7 negres peó · c7 negres peó · f7 negres peó · g7 negres peó · h7 negres peó · c6 negres cavall · d6 negres peó · e5 blanques cavall · c4 blanques alfil · e4 blanques peó · g4 negres alfil · c3 blanques cavall · a2 blanques peó · b2 blanques peó · c2 blanques peó · d2 blanques peó · f2 blanques peó · g2 blanques peó · h2 blanques peó · a1 blanques torre · c1 blanques alfil · d1 blanques dama · e1 blanques rei · h1 blanques torre | a8 negres torre · d8 negres dama · e8 negres rei · f8 negres alfil · g8 negres cavall · h8 negres torre · a7 negres peó · b7 negres peó · c7 negres peó · f7 negres peó · g7 negres peó · h7 negres peó · c6 negres cavall · d6 negres peó · e5 blanques cavall · c4 blanques alfil · e4 blanques peó · g4 negres alfil · c3 blanques cavall · a2 blanques peó · b2 blanques peó · c2 blanques peó · d2 blanques peó · f2 blanques peó · g2 blanques peó · h2 blanques peó · a1 blanques torre · c1 blanques alfil · d1 blanques dama · e1 blanques rei · h1 blanques torre | a8 negres torre · d8 negres dama · e8 negres rei · f8 negres alfil · g8 negres cavall · h8 negres torre · a7 negres peó · b7 negres peó · c7 negres peó · f7 negres peó · g7 negres peó · h7 negres peó · c6 negres cavall · d6 negres peó · e5 blanques cavall · c4 blanques alfil · e4 blanques peó · g4 negres alfil · c3 blanques cavall · a2 blanques peó · b2 blanques peó · c2 blanques peó · d2 blanques peó · f2 blanques peó · g2 blanques peó · h2 blanques peó · a1 blanques torre · c1 blanques alfil · d1 blanques dama · e1 blanques rei · h1 blanques torre | 8 |
| 7 | a8 negres torre · d8 negres dama · e8 negres rei · f8 negres alfil · g8 negres cavall · h8 negres torre · a7 negres peó · b7 negres peó · c7 negres peó · f7 negres peó · g7 negres peó · h7 negres peó · c6 negres cavall · d6 negres peó · e5 blanques cavall · c4 blanques alfil · e4 blanques peó · g4 negres alfil · c3 blanques cavall · a2 blanques peó · b2 blanques peó · c2 blanques peó · d2 blanques peó · f2 blanques peó · g2 blanques peó · h2 blanques peó · a1 blanques torre · c1 blanques alfil · d1 blanques dama · e1 blanques rei · h1 blanques torre | a8 negres torre · d8 negres dama · e8 negres rei · f8 negres alfil · g8 negres cavall · h8 negres torre · a7 negres peó · b7 negres peó · c7 negres peó · f7 negres peó · g7 negres peó · h7 negres peó · c6 negres cavall · d6 negres peó · e5 blanques cavall · c4 blanques alfil · e4 blanques peó · g4 negres alfil · c3 blanques cavall · a2 blanques peó · b2 blanques peó · c2 blanques peó · d2 blanques peó · f2 blanques peó · g2 blanques peó · h2 blanques peó · a1 blanques torre · c1 blanques alfil · d1 blanques dama · e1 blanques rei · h1 blanques torre | a8 negres torre · d8 negres dama · e8 negres rei · f8 negres alfil · g8 negres cavall · h8 negres torre · a7 negres peó · b7 negres peó · c7 negres peó · f7 negres peó · g7 negres peó · h7 negres peó · c6 negres cavall · d6 negres peó · e5 blanques cavall · c4 blanques alfil · e4 blanques peó · g4 negres alfil · c3 blanques cavall · a2 blanques peó · b2 blanques peó · c2 blanques peó · d2 blanques peó · f2 blanques peó · g2 blanques peó · h2 blanques peó · a1 blanques torre · c1 blanques alfil · d1 blanques dama · e1 blanques rei · h1 blanques torre | a8 negres torre · d8 negres dama · e8 negres rei · f8 negres alfil · g8 negres cavall · h8 negres torre · a7 negres peó · b7 negres peó · c7 negres peó · f7 negres peó · g7 negres peó · h7 negres peó · c6 negres cavall · d6 negres peó · e5 blanques cavall · c4 blanques alfil · e4 blanques peó · g4 negres alfil · c3 blanques cavall · a2 blanques peó · b2 blanques peó · c2 blanques peó · d2 blanques peó · f2 blanques peó · g2 blanques peó · h2 blanques peó · a1 blanques torre · c1 blanques alfil · d1 blanques dama · e1 blanques rei · h1 blanques torre | a8 negres torre · d8 negres dama · e8 negres rei · f8 negres alfil · g8 negres cavall · h8 negres torre · a7 negres peó · b7 negres peó · c7 negres peó · f7 negres peó · g7 negres peó · h7 negres peó · c6 negres cavall · d6 negres peó · e5 blanques cavall · c4 blanques alfil · e4 blanques peó · g4 negres alfil · c3 blanques cavall · a2 blanques peó · b2 blanques peó · c2 blanques peó · d2 blanques peó · f2 blanques peó · g2 blanques peó · h2 blanques peó · a1 blanques torre · c1 blanques alfil · d1 blanques dama · e1 blanques rei · h1 blanques torre | a8 negres torre · d8 negres dama · e8 negres rei · f8 negres alfil · g8 negres cavall · h8 negres torre · a7 negres peó · b7 negres peó · c7 negres peó · f7 negres peó · g7 negres peó · h7 negres peó · c6 negres cavall · d6 negres peó · e5 blanques cavall · c4 blanques alfil · e4 blanques peó · g4 negres alfil · c3 blanques cavall · a2 blanques peó · b2 blanques peó · c2 blanques peó · d2 blanques peó · f2 blanques peó · g2 blanques peó · h2 blanques peó · a1 blanques torre · c1 blanques alfil · d1 blanques dama · e1 blanques rei · h1 blanques torre | a8 negres torre · d8 negres dama · e8 negres rei · f8 negres alfil · g8 negres cavall · h8 negres torre · a7 negres peó · b7 negres peó · c7 negres peó · f7 negres peó · g7 negres peó · h7 negres peó · c6 negres cavall · d6 negres peó · e5 blanques cavall · c4 blanques alfil · e4 blanques peó · g4 negres alfil · c3 blanques cavall · a2 blanques peó · b2 blanques peó · c2 blanques peó · d2 blanques peó · f2 blanques peó · g2 blanques peó · h2 blanques peó · a1 blanques torre · c1 blanques alfil · d1 blanques dama · e1 blanques rei · h1 blanques torre | a8 negres torre · d8 negres dama · e8 negres rei · f8 negres alfil · g8 negres cavall · h8 negres torre · a7 negres peó · b7 negres peó · c7 negres peó · f7 negres peó · g7 negres peó · h7 negres peó · c6 negres cavall · d6 negres peó · e5 blanques cavall · c4 blanques alfil · e4 blanques peó · g4 negres alfil · c3 blanques cavall · a2 blanques peó · b2 blanques peó · c2 blanques peó · d2 blanques peó · f2 blanques peó · g2 blanques peó · h2 blanques peó · a1 blanques torre · c1 blanques alfil · d1 blanques dama · e1 blanques rei · h1 blanques torre | 7 |
| 6 | a8 negres torre · d8 negres dama · e8 negres rei · f8 negres alfil · g8 negres cavall · h8 negres torre · a7 negres peó · b7 negres peó · c7 negres peó · f7 negres peó · g7 negres peó · h7 negres peó · c6 negres cavall · d6 negres peó · e5 blanques cavall · c4 blanques alfil · e4 blanques peó · g4 negres alfil · c3 blanques cavall · a2 blanques peó · b2 blanques peó · c2 blanques peó · d2 blanques peó · f2 blanques peó · g2 blanques peó · h2 blanques peó · a1 blanques torre · c1 blanques alfil · d1 blanques dama · e1 blanques rei · h1 blanques torre | a8 negres torre · d8 negres dama · e8 negres rei · f8 negres alfil · g8 negres cavall · h8 negres torre · a7 negres peó · b7 negres peó · c7 negres peó · f7 negres peó · g7 negres peó · h7 negres peó · c6 negres cavall · d6 negres peó · e5 blanques cavall · c4 blanques alfil · e4 blanques peó · g4 negres alfil · c3 blanques cavall · a2 blanques peó · b2 blanques peó · c2 blanques peó · d2 blanques peó · f2 blanques peó · g2 blanques peó · h2 blanques peó · a1 blanques torre · c1 blanques alfil · d1 blanques dama · e1 blanques rei · h1 blanques torre | a8 negres torre · d8 negres dama · e8 negres rei · f8 negres alfil · g8 negres cavall · h8 negres torre · a7 negres peó · b7 negres peó · c7 negres peó · f7 negres peó · g7 negres peó · h7 negres peó · c6 negres cavall · d6 negres peó · e5 blanques cavall · c4 blanques alfil · e4 blanques peó · g4 negres alfil · c3 blanques cavall · a2 blanques peó · b2 blanques peó · c2 blanques peó · d2 blanques peó · f2 blanques peó · g2 blanques peó · h2 blanques peó · a1 blanques torre · c1 blanques alfil · d1 blanques dama · e1 blanques rei · h1 blanques torre | a8 negres torre · d8 negres dama · e8 negres rei · f8 negres alfil · g8 negres cavall · h8 negres torre · a7 negres peó · b7 negres peó · c7 negres peó · f7 negres peó · g7 negres peó · h7 negres peó · c6 negres cavall · d6 negres peó · e5 blanques cavall · c4 blanques alfil · e4 blanques peó · g4 negres alfil · c3 blanques cavall · a2 blanques peó · b2 blanques peó · c2 blanques peó · d2 blanques peó · f2 blanques peó · g2 blanques peó · h2 blanques peó · a1 blanques torre · c1 blanques alfil · d1 blanques dama · e1 blanques rei · h1 blanques torre | a8 negres torre · d8 negres dama · e8 negres rei · f8 negres alfil · g8 negres cavall · h8 negres torre · a7 negres peó · b7 negres peó · c7 negres peó · f7 negres peó · g7 negres peó · h7 negres peó · c6 negres cavall · d6 negres peó · e5 blanques cavall · c4 blanques alfil · e4 blanques peó · g4 negres alfil · c3 blanques cavall · a2 blanques peó · b2 blanques peó · c2 blanques peó · d2 blanques peó · f2 blanques peó · g2 blanques peó · h2 blanques peó · a1 blanques torre · c1 blanques alfil · d1 blanques dama · e1 blanques rei · h1 blanques torre | a8 negres torre · d8 negres dama · e8 negres rei · f8 negres alfil · g8 negres cavall · h8 negres torre · a7 negres peó · b7 negres peó · c7 negres peó · f7 negres peó · g7 negres peó · h7 negres peó · c6 negres cavall · d6 negres peó · e5 blanques cavall · c4 blanques alfil · e4 blanques peó · g4 negres alfil · c3 blanques cavall · a2 blanques peó · b2 blanques peó · c2 blanques peó · d2 blanques peó · f2 blanques peó · g2 blanques peó · h2 blanques peó · a1 blanques torre · c1 blanques alfil · d1 blanques dama · e1 blanques rei · h1 blanques torre | a8 negres torre · d8 negres dama · e8 negres rei · f8 negres alfil · g8 negres cavall · h8 negres torre · a7 negres peó · b7 negres peó · c7 negres peó · f7 negres peó · g7 negres peó · h7 negres peó · c6 negres cavall · d6 negres peó · e5 blanques cavall · c4 blanques alfil · e4 blanques peó · g4 negres alfil · c3 blanques cavall · a2 blanques peó · b2 blanques peó · c2 blanques peó · d2 blanques peó · f2 blanques peó · g2 blanques peó · h2 blanques peó · a1 blanques torre · c1 blanques alfil · d1 blanques dama · e1 blanques rei · h1 blanques torre | a8 negres torre · d8 negres dama · e8 negres rei · f8 negres alfil · g8 negres cavall · h8 negres torre · a7 negres peó · b7 negres peó · c7 negres peó · f7 negres peó · g7 negres peó · h7 negres peó · c6 negres cavall · d6 negres peó · e5 blanques cavall · c4 blanques alfil · e4 blanques peó · g4 negres alfil · c3 blanques cavall · a2 blanques peó · b2 blanques peó · c2 blanques peó · d2 blanques peó · f2 blanques peó · g2 blanques peó · h2 blanques peó · a1 blanques torre · c1 blanques alfil · d1 blanques dama · e1 blanques rei · h1 blanques torre | 6 |
| 5 | a8 negres torre · d8 negres dama · e8 negres rei · f8 negres alfil · g8 negres cavall · h8 negres torre · a7 negres peó · b7 negres peó · c7 negres peó · f7 negres peó · g7 negres peó · h7 negres peó · c6 negres cavall · d6 negres peó · e5 blanques cavall · c4 blanques alfil · e4 blanques peó · g4 negres alfil · c3 blanques cavall · a2 blanques peó · b2 blanques peó · c2 blanques peó · d2 blanques peó · f2 blanques peó · g2 blanques peó · h2 blanques peó · a1 blanques torre · c1 blanques alfil · d1 blanques dama · e1 blanques rei · h1 blanques torre | a8 negres torre · d8 negres dama · e8 negres rei · f8 negres alfil · g8 negres cavall · h8 negres torre · a7 negres peó · b7 negres peó · c7 negres peó · f7 negres peó · g7 negres peó · h7 negres peó · c6 negres cavall · d6 negres peó · e5 blanques cavall · c4 blanques alfil · e4 blanques peó · g4 negres alfil · c3 blanques cavall · a2 blanques peó · b2 blanques peó · c2 blanques peó · d2 blanques peó · f2 blanques peó · g2 blanques peó · h2 blanques peó · a1 blanques torre · c1 blanques alfil · d1 blanques dama · e1 blanques rei · h1 blanques torre | a8 negres torre · d8 negres dama · e8 negres rei · f8 negres alfil · g8 negres cavall · h8 negres torre · a7 negres peó · b7 negres peó · c7 negres peó · f7 negres peó · g7 negres peó · h7 negres peó · c6 negres cavall · d6 negres peó · e5 blanques cavall · c4 blanques alfil · e4 blanques peó · g4 negres alfil · c3 blanques cavall · a2 blanques peó · b2 blanques peó · c2 blanques peó · d2 blanques peó · f2 blanques peó · g2 blanques peó · h2 blanques peó · a1 blanques torre · c1 blanques alfil · d1 blanques dama · e1 blanques rei · h1 blanques torre | a8 negres torre · d8 negres dama · e8 negres rei · f8 negres alfil · g8 negres cavall · h8 negres torre · a7 negres peó · b7 negres peó · c7 negres peó · f7 negres peó · g7 negres peó · h7 negres peó · c6 negres cavall · d6 negres peó · e5 blanques cavall · c4 blanques alfil · e4 blanques peó · g4 negres alfil · c3 blanques cavall · a2 blanques peó · b2 blanques peó · c2 blanques peó · d2 blanques peó · f2 blanques peó · g2 blanques peó · h2 blanques peó · a1 blanques torre · c1 blanques alfil · d1 blanques dama · e1 blanques rei · h1 blanques torre | a8 negres torre · d8 negres dama · e8 negres rei · f8 negres alfil · g8 negres cavall · h8 negres torre · a7 negres peó · b7 negres peó · c7 negres peó · f7 negres peó · g7 negres peó · h7 negres peó · c6 negres cavall · d6 negres peó · e5 blanques cavall · c4 blanques alfil · e4 blanques peó · g4 negres alfil · c3 blanques cavall · a2 blanques peó · b2 blanques peó · c2 blanques peó · d2 blanques peó · f2 blanques peó · g2 blanques peó · h2 blanques peó · a1 blanques torre · c1 blanques alfil · d1 blanques dama · e1 blanques rei · h1 blanques torre | a8 negres torre · d8 negres dama · e8 negres rei · f8 negres alfil · g8 negres cavall · h8 negres torre · a7 negres peó · b7 negres peó · c7 negres peó · f7 negres peó · g7 negres peó · h7 negres peó · c6 negres cavall · d6 negres peó · e5 blanques cavall · c4 blanques alfil · e4 blanques peó · g4 negres alfil · c3 blanques cavall · a2 blanques peó · b2 blanques peó · c2 blanques peó · d2 blanques peó · f2 blanques peó · g2 blanques peó · h2 blanques peó · a1 blanques torre · c1 blanques alfil · d1 blanques dama · e1 blanques rei · h1 blanques torre | a8 negres torre · d8 negres dama · e8 negres rei · f8 negres alfil · g8 negres cavall · h8 negres torre · a7 negres peó · b7 negres peó · c7 negres peó · f7 negres peó · g7 negres peó · h7 negres peó · c6 negres cavall · d6 negres peó · e5 blanques cavall · c4 blanques alfil · e4 blanques peó · g4 negres alfil · c3 blanques cavall · a2 blanques peó · b2 blanques peó · c2 blanques peó · d2 blanques peó · f2 blanques peó · g2 blanques peó · h2 blanques peó · a1 blanques torre · c1 blanques alfil · d1 blanques dama · e1 blanques rei · h1 blanques torre | a8 negres torre · d8 negres dama · e8 negres rei · f8 negres alfil · g8 negres cavall · h8 negres torre · a7 negres peó · b7 negres peó · c7 negres peó · f7 negres peó · g7 negres peó · h7 negres peó · c6 negres cavall · d6 negres peó · e5 blanques cavall · c4 blanques alfil · e4 blanques peó · g4 negres alfil · c3 blanques cavall · a2 blanques peó · b2 blanques peó · c2 blanques peó · d2 blanques peó · f2 blanques peó · g2 blanques peó · h2 blanques peó · a1 blanques torre · c1 blanques alfil · d1 blanques dama · e1 blanques rei · h1 blanques torre | 5 |
| 4 | a8 negres torre · d8 negres dama · e8 negres rei · f8 negres alfil · g8 negres cavall · h8 negres torre · a7 negres peó · b7 negres peó · c7 negres peó · f7 negres peó · g7 negres peó · h7 negres peó · c6 negres cavall · d6 negres peó · e5 blanques cavall · c4 blanques alfil · e4 blanques peó · g4 negres alfil · c3 blanques cavall · a2 blanques peó · b2 blanques peó · c2 blanques peó · d2 blanques peó · f2 blanques peó · g2 blanques peó · h2 blanques peó · a1 blanques torre · c1 blanques alfil · d1 blanques dama · e1 blanques rei · h1 blanques torre | a8 negres torre · d8 negres dama · e8 negres rei · f8 negres alfil · g8 negres cavall · h8 negres torre · a7 negres peó · b7 negres peó · c7 negres peó · f7 negres peó · g7 negres peó · h7 negres peó · c6 negres cavall · d6 negres peó · e5 blanques cavall · c4 blanques alfil · e4 blanques peó · g4 negres alfil · c3 blanques cavall · a2 blanques peó · b2 blanques peó · c2 blanques peó · d2 blanques peó · f2 blanques peó · g2 blanques peó · h2 blanques peó · a1 blanques torre · c1 blanques alfil · d1 blanques dama · e1 blanques rei · h1 blanques torre | a8 negres torre · d8 negres dama · e8 negres rei · f8 negres alfil · g8 negres cavall · h8 negres torre · a7 negres peó · b7 negres peó · c7 negres peó · f7 negres peó · g7 negres peó · h7 negres peó · c6 negres cavall · d6 negres peó · e5 blanques cavall · c4 blanques alfil · e4 blanques peó · g4 negres alfil · c3 blanques cavall · a2 blanques peó · b2 blanques peó · c2 blanques peó · d2 blanques peó · f2 blanques peó · g2 blanques peó · h2 blanques peó · a1 blanques torre · c1 blanques alfil · d1 blanques dama · e1 blanques rei · h1 blanques torre | a8 negres torre · d8 negres dama · e8 negres rei · f8 negres alfil · g8 negres cavall · h8 negres torre · a7 negres peó · b7 negres peó · c7 negres peó · f7 negres peó · g7 negres peó · h7 negres peó · c6 negres cavall · d6 negres peó · e5 blanques cavall · c4 blanques alfil · e4 blanques peó · g4 negres alfil · c3 blanques cavall · a2 blanques peó · b2 blanques peó · c2 blanques peó · d2 blanques peó · f2 blanques peó · g2 blanques peó · h2 blanques peó · a1 blanques torre · c1 blanques alfil · d1 blanques dama · e1 blanques rei · h1 blanques torre | a8 negres torre · d8 negres dama · e8 negres rei · f8 negres alfil · g8 negres cavall · h8 negres torre · a7 negres peó · b7 negres peó · c7 negres peó · f7 negres peó · g7 negres peó · h7 negres peó · c6 negres cavall · d6 negres peó · e5 blanques cavall · c4 blanques alfil · e4 blanques peó · g4 negres alfil · c3 blanques cavall · a2 blanques peó · b2 blanques peó · c2 blanques peó · d2 blanques peó · f2 blanques peó · g2 blanques peó · h2 blanques peó · a1 blanques torre · c1 blanques alfil · d1 blanques dama · e1 blanques rei · h1 blanques torre | a8 negres torre · d8 negres dama · e8 negres rei · f8 negres alfil · g8 negres cavall · h8 negres torre · a7 negres peó · b7 negres peó · c7 negres peó · f7 negres peó · g7 negres peó · h7 negres peó · c6 negres cavall · d6 negres peó · e5 blanques cavall · c4 blanques alfil · e4 blanques peó · g4 negres alfil · c3 blanques cavall · a2 blanques peó · b2 blanques peó · c2 blanques peó · d2 blanques peó · f2 blanques peó · g2 blanques peó · h2 blanques peó · a1 blanques torre · c1 blanques alfil · d1 blanques dama · e1 blanques rei · h1 blanques torre | a8 negres torre · d8 negres dama · e8 negres rei · f8 negres alfil · g8 negres cavall · h8 negres torre · a7 negres peó · b7 negres peó · c7 negres peó · f7 negres peó · g7 negres peó · h7 negres peó · c6 negres cavall · d6 negres peó · e5 blanques cavall · c4 blanques alfil · e4 blanques peó · g4 negres alfil · c3 blanques cavall · a2 blanques peó · b2 blanques peó · c2 blanques peó · d2 blanques peó · f2 blanques peó · g2 blanques peó · h2 blanques peó · a1 blanques torre · c1 blanques alfil · d1 blanques dama · e1 blanques rei · h1 blanques torre | a8 negres torre · d8 negres dama · e8 negres rei · f8 negres alfil · g8 negres cavall · h8 negres torre · a7 negres peó · b7 negres peó · c7 negres peó · f7 negres peó · g7 negres peó · h7 negres peó · c6 negres cavall · d6 negres peó · e5 blanques cavall · c4 blanques alfil · e4 blanques peó · g4 negres alfil · c3 blanques cavall · a2 blanques peó · b2 blanques peó · c2 blanques peó · d2 blanques peó · f2 blanques peó · g2 blanques peó · h2 blanques peó · a1 blanques torre · c1 blanques alfil · d1 blanques dama · e1 blanques rei · h1 blanques torre | 4 |
| 3 | a8 negres torre · d8 negres dama · e8 negres rei · f8 negres alfil · g8 negres cavall · h8 negres torre · a7 negres peó · b7 negres peó · c7 negres peó · f7 negres peó · g7 negres peó · h7 negres peó · c6 negres cavall · d6 negres peó · e5 blanques cavall · c4 blanques alfil · e4 blanques peó · g4 negres alfil · c3 blanques cavall · a2 blanques peó · b2 blanques peó · c2 blanques peó · d2 blanques peó · f2 blanques peó · g2 blanques peó · h2 blanques peó · a1 blanques torre · c1 blanques alfil · d1 blanques dama · e1 blanques rei · h1 blanques torre | a8 negres torre · d8 negres dama · e8 negres rei · f8 negres alfil · g8 negres cavall · h8 negres torre · a7 negres peó · b7 negres peó · c7 negres peó · f7 negres peó · g7 negres peó · h7 negres peó · c6 negres cavall · d6 negres peó · e5 blanques cavall · c4 blanques alfil · e4 blanques peó · g4 negres alfil · c3 blanques cavall · a2 blanques peó · b2 blanques peó · c2 blanques peó · d2 blanques peó · f2 blanques peó · g2 blanques peó · h2 blanques peó · a1 blanques torre · c1 blanques alfil · d1 blanques dama · e1 blanques rei · h1 blanques torre | a8 negres torre · d8 negres dama · e8 negres rei · f8 negres alfil · g8 negres cavall · h8 negres torre · a7 negres peó · b7 negres peó · c7 negres peó · f7 negres peó · g7 negres peó · h7 negres peó · c6 negres cavall · d6 negres peó · e5 blanques cavall · c4 blanques alfil · e4 blanques peó · g4 negres alfil · c3 blanques cavall · a2 blanques peó · b2 blanques peó · c2 blanques peó · d2 blanques peó · f2 blanques peó · g2 blanques peó · h2 blanques peó · a1 blanques torre · c1 blanques alfil · d1 blanques dama · e1 blanques rei · h1 blanques torre | a8 negres torre · d8 negres dama · e8 negres rei · f8 negres alfil · g8 negres cavall · h8 negres torre · a7 negres peó · b7 negres peó · c7 negres peó · f7 negres peó · g7 negres peó · h7 negres peó · c6 negres cavall · d6 negres peó · e5 blanques cavall · c4 blanques alfil · e4 blanques peó · g4 negres alfil · c3 blanques cavall · a2 blanques peó · b2 blanques peó · c2 blanques peó · d2 blanques peó · f2 blanques peó · g2 blanques peó · h2 blanques peó · a1 blanques torre · c1 blanques alfil · d1 blanques dama · e1 blanques rei · h1 blanques torre | a8 negres torre · d8 negres dama · e8 negres rei · f8 negres alfil · g8 negres cavall · h8 negres torre · a7 negres peó · b7 negres peó · c7 negres peó · f7 negres peó · g7 negres peó · h7 negres peó · c6 negres cavall · d6 negres peó · e5 blanques cavall · c4 blanques alfil · e4 blanques peó · g4 negres alfil · c3 blanques cavall · a2 blanques peó · b2 blanques peó · c2 blanques peó · d2 blanques peó · f2 blanques peó · g2 blanques peó · h2 blanques peó · a1 blanques torre · c1 blanques alfil · d1 blanques dama · e1 blanques rei · h1 blanques torre | a8 negres torre · d8 negres dama · e8 negres rei · f8 negres alfil · g8 negres cavall · h8 negres torre · a7 negres peó · b7 negres peó · c7 negres peó · f7 negres peó · g7 negres peó · h7 negres peó · c6 negres cavall · d6 negres peó · e5 blanques cavall · c4 blanques alfil · e4 blanques peó · g4 negres alfil · c3 blanques cavall · a2 blanques peó · b2 blanques peó · c2 blanques peó · d2 blanques peó · f2 blanques peó · g2 blanques peó · h2 blanques peó · a1 blanques torre · c1 blanques alfil · d1 blanques dama · e1 blanques rei · h1 blanques torre | a8 negres torre · d8 negres dama · e8 negres rei · f8 negres alfil · g8 negres cavall · h8 negres torre · a7 negres peó · b7 negres peó · c7 negres peó · f7 negres peó · g7 negres peó · h7 negres peó · c6 negres cavall · d6 negres peó · e5 blanques cavall · c4 blanques alfil · e4 blanques peó · g4 negres alfil · c3 blanques cavall · a2 blanques peó · b2 blanques peó · c2 blanques peó · d2 blanques peó · f2 blanques peó · g2 blanques peó · h2 blanques peó · a1 blanques torre · c1 blanques alfil · d1 blanques dama · e1 blanques rei · h1 blanques torre | a8 negres torre · d8 negres dama · e8 negres rei · f8 negres alfil · g8 negres cavall · h8 negres torre · a7 negres peó · b7 negres peó · c7 negres peó · f7 negres peó · g7 negres peó · h7 negres peó · c6 negres cavall · d6 negres peó · e5 blanques cavall · c4 blanques alfil · e4 blanques peó · g4 negres alfil · c3 blanques cavall · a2 blanques peó · b2 blanques peó · c2 blanques peó · d2 blanques peó · f2 blanques peó · g2 blanques peó · h2 blanques peó · a1 blanques torre · c1 blanques alfil · d1 blanques dama · e1 blanques rei · h1 blanques torre | 3 |
| 2 | a8 negres torre · d8 negres dama · e8 negres rei · f8 negres alfil · g8 negres cavall · h8 negres torre · a7 negres peó · b7 negres peó · c7 negres peó · f7 negres peó · g7 negres peó · h7 negres peó · c6 negres cavall · d6 negres peó · e5 blanques cavall · c4 blanques alfil · e4 blanques peó · g4 negres alfil · c3 blanques cavall · a2 blanques peó · b2 blanques peó · c2 blanques peó · d2 blanques peó · f2 blanques peó · g2 blanques peó · h2 blanques peó · a1 blanques torre · c1 blanques alfil · d1 blanques dama · e1 blanques rei · h1 blanques torre | a8 negres torre · d8 negres dama · e8 negres rei · f8 negres alfil · g8 negres cavall · h8 negres torre · a7 negres peó · b7 negres peó · c7 negres peó · f7 negres peó · g7 negres peó · h7 negres peó · c6 negres cavall · d6 negres peó · e5 blanques cavall · c4 blanques alfil · e4 blanques peó · g4 negres alfil · c3 blanques cavall · a2 blanques peó · b2 blanques peó · c2 blanques peó · d2 blanques peó · f2 blanques peó · g2 blanques peó · h2 blanques peó · a1 blanques torre · c1 blanques alfil · d1 blanques dama · e1 blanques rei · h1 blanques torre | a8 negres torre · d8 negres dama · e8 negres rei · f8 negres alfil · g8 negres cavall · h8 negres torre · a7 negres peó · b7 negres peó · c7 negres peó · f7 negres peó · g7 negres peó · h7 negres peó · c6 negres cavall · d6 negres peó · e5 blanques cavall · c4 blanques alfil · e4 blanques peó · g4 negres alfil · c3 blanques cavall · a2 blanques peó · b2 blanques peó · c2 blanques peó · d2 blanques peó · f2 blanques peó · g2 blanques peó · h2 blanques peó · a1 blanques torre · c1 blanques alfil · d1 blanques dama · e1 blanques rei · h1 blanques torre | a8 negres torre · d8 negres dama · e8 negres rei · f8 negres alfil · g8 negres cavall · h8 negres torre · a7 negres peó · b7 negres peó · c7 negres peó · f7 negres peó · g7 negres peó · h7 negres peó · c6 negres cavall · d6 negres peó · e5 blanques cavall · c4 blanques alfil · e4 blanques peó · g4 negres alfil · c3 blanques cavall · a2 blanques peó · b2 blanques peó · c2 blanques peó · d2 blanques peó · f2 blanques peó · g2 blanques peó · h2 blanques peó · a1 blanques torre · c1 blanques alfil · d1 blanques dama · e1 blanques rei · h1 blanques torre | a8 negres torre · d8 negres dama · e8 negres rei · f8 negres alfil · g8 negres cavall · h8 negres torre · a7 negres peó · b7 negres peó · c7 negres peó · f7 negres peó · g7 negres peó · h7 negres peó · c6 negres cavall · d6 negres peó · e5 blanques cavall · c4 blanques alfil · e4 blanques peó · g4 negres alfil · c3 blanques cavall · a2 blanques peó · b2 blanques peó · c2 blanques peó · d2 blanques peó · f2 blanques peó · g2 blanques peó · h2 blanques peó · a1 blanques torre · c1 blanques alfil · d1 blanques dama · e1 blanques rei · h1 blanques torre | a8 negres torre · d8 negres dama · e8 negres rei · f8 negres alfil · g8 negres cavall · h8 negres torre · a7 negres peó · b7 negres peó · c7 negres peó · f7 negres peó · g7 negres peó · h7 negres peó · c6 negres cavall · d6 negres peó · e5 blanques cavall · c4 blanques alfil · e4 blanques peó · g4 negres alfil · c3 blanques cavall · a2 blanques peó · b2 blanques peó · c2 blanques peó · d2 blanques peó · f2 blanques peó · g2 blanques peó · h2 blanques peó · a1 blanques torre · c1 blanques alfil · d1 blanques dama · e1 blanques rei · h1 blanques torre | a8 negres torre · d8 negres dama · e8 negres rei · f8 negres alfil · g8 negres cavall · h8 negres torre · a7 negres peó · b7 negres peó · c7 negres peó · f7 negres peó · g7 negres peó · h7 negres peó · c6 negres cavall · d6 negres peó · e5 blanques cavall · c4 blanques alfil · e4 blanques peó · g4 negres alfil · c3 blanques cavall · a2 blanques peó · b2 blanques peó · c2 blanques peó · d2 blanques peó · f2 blanques peó · g2 blanques peó · h2 blanques peó · a1 blanques torre · c1 blanques alfil · d1 blanques dama · e1 blanques rei · h1 blanques torre | a8 negres torre · d8 negres dama · e8 negres rei · f8 negres alfil · g8 negres cavall · h8 negres torre · a7 negres peó · b7 negres peó · c7 negres peó · f7 negres peó · g7 negres peó · h7 negres peó · c6 negres cavall · d6 negres peó · e5 blanques cavall · c4 blanques alfil · e4 blanques peó · g4 negres alfil · c3 blanques cavall · a2 blanques peó · b2 blanques peó · c2 blanques peó · d2 blanques peó · f2 blanques peó · g2 blanques peó · h2 blanques peó · a1 blanques torre · c1 blanques alfil · d1 blanques dama · e1 blanques rei · h1 blanques torre | 2 |
| 1 | a8 negres torre · d8 negres dama · e8 negres rei · f8 negres alfil · g8 negres cavall · h8 negres torre · a7 negres peó · b7 negres peó · c7 negres peó · f7 negres peó · g7 negres peó · h7 negres peó · c6 negres cavall · d6 negres peó · e5 blanques cavall · c4 blanques alfil · e4 blanques peó · g4 negres alfil · c3 blanques cavall · a2 blanques peó · b2 blanques peó · c2 blanques peó · d2 blanques peó · f2 blanques peó · g2 blanques peó · h2 blanques peó · a1 blanques torre · c1 blanques alfil · d1 blanques dama · e1 blanques rei · h1 blanques torre | a8 negres torre · d8 negres dama · e8 negres rei · f8 negres alfil · g8 negres cavall · h8 negres torre · a7 negres peó · b7 negres peó · c7 negres peó · f7 negres peó · g7 negres peó · h7 negres peó · c6 negres cavall · d6 negres peó · e5 blanques cavall · c4 blanques alfil · e4 blanques peó · g4 negres alfil · c3 blanques cavall · a2 blanques peó · b2 blanques peó · c2 blanques peó · d2 blanques peó · f2 blanques peó · g2 blanques peó · h2 blanques peó · a1 blanques torre · c1 blanques alfil · d1 blanques dama · e1 blanques rei · h1 blanques torre | a8 negres torre · d8 negres dama · e8 negres rei · f8 negres alfil · g8 negres cavall · h8 negres torre · a7 negres peó · b7 negres peó · c7 negres peó · f7 negres peó · g7 negres peó · h7 negres peó · c6 negres cavall · d6 negres peó · e5 blanques cavall · c4 blanques alfil · e4 blanques peó · g4 negres alfil · c3 blanques cavall · a2 blanques peó · b2 blanques peó · c2 blanques peó · d2 blanques peó · f2 blanques peó · g2 blanques peó · h2 blanques peó · a1 blanques torre · c1 blanques alfil · d1 blanques dama · e1 blanques rei · h1 blanques torre | a8 negres torre · d8 negres dama · e8 negres rei · f8 negres alfil · g8 negres cavall · h8 negres torre · a7 negres peó · b7 negres peó · c7 negres peó · f7 negres peó · g7 negres peó · h7 negres peó · c6 negres cavall · d6 negres peó · e5 blanques cavall · c4 blanques alfil · e4 blanques peó · g4 negres alfil · c3 blanques cavall · a2 blanques peó · b2 blanques peó · c2 blanques peó · d2 blanques peó · f2 blanques peó · g2 blanques peó · h2 blanques peó · a1 blanques torre · c1 blanques alfil · d1 blanques dama · e1 blanques rei · h1 blanques torre | a8 negres torre · d8 negres dama · e8 negres rei · f8 negres alfil · g8 negres cavall · h8 negres torre · a7 negres peó · b7 negres peó · c7 negres peó · f7 negres peó · g7 negres peó · h7 negres peó · c6 negres cavall · d6 negres peó · e5 blanques cavall · c4 blanques alfil · e4 blanques peó · g4 negres alfil · c3 blanques cavall · a2 blanques peó · b2 blanques peó · c2 blanques peó · d2 blanques peó · f2 blanques peó · g2 blanques peó · h2 blanques peó · a1 blanques torre · c1 blanques alfil · d1 blanques dama · e1 blanques rei · h1 blanques torre | a8 negres torre · d8 negres dama · e8 negres rei · f8 negres alfil · g8 negres cavall · h8 negres torre · a7 negres peó · b7 negres peó · c7 negres peó · f7 negres peó · g7 negres peó · h7 negres peó · c6 negres cavall · d6 negres peó · e5 blanques cavall · c4 blanques alfil · e4 blanques peó · g4 negres alfil · c3 blanques cavall · a2 blanques peó · b2 blanques peó · c2 blanques peó · d2 blanques peó · f2 blanques peó · g2 blanques peó · h2 blanques peó · a1 blanques torre · c1 blanques alfil · d1 blanques dama · e1 blanques rei · h1 blanques torre | a8 negres torre · d8 negres dama · e8 negres rei · f8 negres alfil · g8 negres cavall · h8 negres torre · a7 negres peó · b7 negres peó · c7 negres peó · f7 negres peó · g7 negres peó · h7 negres peó · c6 negres cavall · d6 negres peó · e5 blanques cavall · c4 blanques alfil · e4 blanques peó · g4 negres alfil · c3 blanques cavall · a2 blanques peó · b2 blanques peó · c2 blanques peó · d2 blanques peó · f2 blanques peó · g2 blanques peó · h2 blanques peó · a1 blanques torre · c1 blanques alfil · d1 blanques dama · e1 blanques rei · h1 blanques torre | a8 negres torre · d8 negres dama · e8 negres rei · f8 negres alfil · g8 negres cavall · h8 negres torre · a7 negres peó · b7 negres peó · c7 negres peó · f7 negres peó · g7 negres peó · h7 negres peó · c6 negres cavall · d6 negres peó · e5 blanques cavall · c4 blanques alfil · e4 blanques peó · g4 negres alfil · c3 blanques cavall · a2 blanques peó · b2 blanques peó · c2 blanques peó · d2 blanques peó · f2 blanques peó · g2 blanques peó · h2 blanques peó · a1 blanques torre · c1 blanques alfil · d1 blanques dama · e1 blanques rei · h1 blanques torre | 1 |
|   | a | b | c | d | e | f | g | h |   |

No obstant això, George Walker, el primer editor de la partida, indicava que els moviments foren: 1. e4 e5 2. Ac4 d6 3. Cf3 Cc6 4. Cc3 Ag4 5. Cxe5? Axd1?? 6. Axf7+ Re7 7. Cd5 mat. Segons François Chevaldonnet, qui presenta aquesta posició dins un recull de combinacions, 
| « | El sacrifici 5. Cxe5?? és simplement absurd si les negres eviten de precipitar-se menjant la dama amb 5... Axd1?? i responen amb la sòlida 5... Cxe5!, defensant l'alfil de g4. | » |

. Si els moviments indicats per en George Walker són realment els jugats a la partida, el moviment 5.Cxe5 de Legal seria un engany destinat a abusar d'un jugador novell, en l'estil dels primers jugadors documentats d'escacs moderns, com Greco.
La partida a ChessGames.com

## La partida Chéron vs Jeanloz
|   | a | b | c | d | e | f | g | h |   |
| 8 | a8 negres torre · d8 negres dama · e8 negres rei · f8 negres alfil · g8 negres cavall · h8 negres torre · a7 negres peó · b7 negres peó · c7 negres peó · f7 negres peó · g7 negres peó · h7 negres peó · c6 negres cavall · d6 negres peó · e5 negres peó · h5 negres alfil · c4 blanques alfil · e4 blanques peó · c3 blanques cavall · f3 blanques cavall · h3 blanques peó · a2 blanques peó · b2 blanques peó · c2 blanques peó · d2 blanques peó · f2 blanques peó · g2 blanques peó · a1 blanques torre · c1 blanques alfil · d1 blanques dama · e1 blanques rei · h1 blanques torre | a8 negres torre · d8 negres dama · e8 negres rei · f8 negres alfil · g8 negres cavall · h8 negres torre · a7 negres peó · b7 negres peó · c7 negres peó · f7 negres peó · g7 negres peó · h7 negres peó · c6 negres cavall · d6 negres peó · e5 negres peó · h5 negres alfil · c4 blanques alfil · e4 blanques peó · c3 blanques cavall · f3 blanques cavall · h3 blanques peó · a2 blanques peó · b2 blanques peó · c2 blanques peó · d2 blanques peó · f2 blanques peó · g2 blanques peó · a1 blanques torre · c1 blanques alfil · d1 blanques dama · e1 blanques rei · h1 blanques torre | a8 negres torre · d8 negres dama · e8 negres rei · f8 negres alfil · g8 negres cavall · h8 negres torre · a7 negres peó · b7 negres peó · c7 negres peó · f7 negres peó · g7 negres peó · h7 negres peó · c6 negres cavall · d6 negres peó · e5 negres peó · h5 negres alfil · c4 blanques alfil · e4 blanques peó · c3 blanques cavall · f3 blanques cavall · h3 blanques peó · a2 blanques peó · b2 blanques peó · c2 blanques peó · d2 blanques peó · f2 blanques peó · g2 blanques peó · a1 blanques torre · c1 blanques alfil · d1 blanques dama · e1 blanques rei · h1 blanques torre | a8 negres torre · d8 negres dama · e8 negres rei · f8 negres alfil · g8 negres cavall · h8 negres torre · a7 negres peó · b7 negres peó · c7 negres peó · f7 negres peó · g7 negres peó · h7 negres peó · c6 negres cavall · d6 negres peó · e5 negres peó · h5 negres alfil · c4 blanques alfil · e4 blanques peó · c3 blanques cavall · f3 blanques cavall · h3 blanques peó · a2 blanques peó · b2 blanques peó · c2 blanques peó · d2 blanques peó · f2 blanques peó · g2 blanques peó · a1 blanques torre · c1 blanques alfil · d1 blanques dama · e1 blanques rei · h1 blanques torre | a8 negres torre · d8 negres dama · e8 negres rei · f8 negres alfil · g8 negres cavall · h8 negres torre · a7 negres peó · b7 negres peó · c7 negres peó · f7 negres peó · g7 negres peó · h7 negres peó · c6 negres cavall · d6 negres peó · e5 negres peó · h5 negres alfil · c4 blanques alfil · e4 blanques peó · c3 blanques cavall · f3 blanques cavall · h3 blanques peó · a2 blanques peó · b2 blanques peó · c2 blanques peó · d2 blanques peó · f2 blanques peó · g2 blanques peó · a1 blanques torre · c1 blanques alfil · d1 blanques dama · e1 blanques rei · h1 blanques torre | a8 negres torre · d8 negres dama · e8 negres rei · f8 negres alfil · g8 negres cavall · h8 negres torre · a7 negres peó · b7 negres peó · c7 negres peó · f7 negres peó · g7 negres peó · h7 negres peó · c6 negres cavall · d6 negres peó · e5 negres peó · h5 negres alfil · c4 blanques alfil · e4 blanques peó · c3 blanques cavall · f3 blanques cavall · h3 blanques peó · a2 blanques peó · b2 blanques peó · c2 blanques peó · d2 blanques peó · f2 blanques peó · g2 blanques peó · a1 blanques torre · c1 blanques alfil · d1 blanques dama · e1 blanques rei · h1 blanques torre | a8 negres torre · d8 negres dama · e8 negres rei · f8 negres alfil · g8 negres cavall · h8 negres torre · a7 negres peó · b7 negres peó · c7 negres peó · f7 negres peó · g7 negres peó · h7 negres peó · c6 negres cavall · d6 negres peó · e5 negres peó · h5 negres alfil · c4 blanques alfil · e4 blanques peó · c3 blanques cavall · f3 blanques cavall · h3 blanques peó · a2 blanques peó · b2 blanques peó · c2 blanques peó · d2 blanques peó · f2 blanques peó · g2 blanques peó · a1 blanques torre · c1 blanques alfil · d1 blanques dama · e1 blanques rei · h1 blanques torre | a8 negres torre · d8 negres dama · e8 negres rei · f8 negres alfil · g8 negres cavall · h8 negres torre · a7 negres peó · b7 negres peó · c7 negres peó · f7 negres peó · g7 negres peó · h7 negres peó · c6 negres cavall · d6 negres peó · e5 negres peó · h5 negres alfil · c4 blanques alfil · e4 blanques peó · c3 blanques cavall · f3 blanques cavall · h3 blanques peó · a2 blanques peó · b2 blanques peó · c2 blanques peó · d2 blanques peó · f2 blanques peó · g2 blanques peó · a1 blanques torre · c1 blanques alfil · d1 blanques dama · e1 blanques rei · h1 blanques torre | 8 |
| 7 | a8 negres torre · d8 negres dama · e8 negres rei · f8 negres alfil · g8 negres cavall · h8 negres torre · a7 negres peó · b7 negres peó · c7 negres peó · f7 negres peó · g7 negres peó · h7 negres peó · c6 negres cavall · d6 negres peó · e5 negres peó · h5 negres alfil · c4 blanques alfil · e4 blanques peó · c3 blanques cavall · f3 blanques cavall · h3 blanques peó · a2 blanques peó · b2 blanques peó · c2 blanques peó · d2 blanques peó · f2 blanques peó · g2 blanques peó · a1 blanques torre · c1 blanques alfil · d1 blanques dama · e1 blanques rei · h1 blanques torre | a8 negres torre · d8 negres dama · e8 negres rei · f8 negres alfil · g8 negres cavall · h8 negres torre · a7 negres peó · b7 negres peó · c7 negres peó · f7 negres peó · g7 negres peó · h7 negres peó · c6 negres cavall · d6 negres peó · e5 negres peó · h5 negres alfil · c4 blanques alfil · e4 blanques peó · c3 blanques cavall · f3 blanques cavall · h3 blanques peó · a2 blanques peó · b2 blanques peó · c2 blanques peó · d2 blanques peó · f2 blanques peó · g2 blanques peó · a1 blanques torre · c1 blanques alfil · d1 blanques dama · e1 blanques rei · h1 blanques torre | a8 negres torre · d8 negres dama · e8 negres rei · f8 negres alfil · g8 negres cavall · h8 negres torre · a7 negres peó · b7 negres peó · c7 negres peó · f7 negres peó · g7 negres peó · h7 negres peó · c6 negres cavall · d6 negres peó · e5 negres peó · h5 negres alfil · c4 blanques alfil · e4 blanques peó · c3 blanques cavall · f3 blanques cavall · h3 blanques peó · a2 blanques peó · b2 blanques peó · c2 blanques peó · d2 blanques peó · f2 blanques peó · g2 blanques peó · a1 blanques torre · c1 blanques alfil · d1 blanques dama · e1 blanques rei · h1 blanques torre | a8 negres torre · d8 negres dama · e8 negres rei · f8 negres alfil · g8 negres cavall · h8 negres torre · a7 negres peó · b7 negres peó · c7 negres peó · f7 negres peó · g7 negres peó · h7 negres peó · c6 negres cavall · d6 negres peó · e5 negres peó · h5 negres alfil · c4 blanques alfil · e4 blanques peó · c3 blanques cavall · f3 blanques cavall · h3 blanques peó · a2 blanques peó · b2 blanques peó · c2 blanques peó · d2 blanques peó · f2 blanques peó · g2 blanques peó · a1 blanques torre · c1 blanques alfil · d1 blanques dama · e1 blanques rei · h1 blanques torre | a8 negres torre · d8 negres dama · e8 negres rei · f8 negres alfil · g8 negres cavall · h8 negres torre · a7 negres peó · b7 negres peó · c7 negres peó · f7 negres peó · g7 negres peó · h7 negres peó · c6 negres cavall · d6 negres peó · e5 negres peó · h5 negres alfil · c4 blanques alfil · e4 blanques peó · c3 blanques cavall · f3 blanques cavall · h3 blanques peó · a2 blanques peó · b2 blanques peó · c2 blanques peó · d2 blanques peó · f2 blanques peó · g2 blanques peó · a1 blanques torre · c1 blanques alfil · d1 blanques dama · e1 blanques rei · h1 blanques torre | a8 negres torre · d8 negres dama · e8 negres rei · f8 negres alfil · g8 negres cavall · h8 negres torre · a7 negres peó · b7 negres peó · c7 negres peó · f7 negres peó · g7 negres peó · h7 negres peó · c6 negres cavall · d6 negres peó · e5 negres peó · h5 negres alfil · c4 blanques alfil · e4 blanques peó · c3 blanques cavall · f3 blanques cavall · h3 blanques peó · a2 blanques peó · b2 blanques peó · c2 blanques peó · d2 blanques peó · f2 blanques peó · g2 blanques peó · a1 blanques torre · c1 blanques alfil · d1 blanques dama · e1 blanques rei · h1 blanques torre | a8 negres torre · d8 negres dama · e8 negres rei · f8 negres alfil · g8 negres cavall · h8 negres torre · a7 negres peó · b7 negres peó · c7 negres peó · f7 negres peó · g7 negres peó · h7 negres peó · c6 negres cavall · d6 negres peó · e5 negres peó · h5 negres alfil · c4 blanques alfil · e4 blanques peó · c3 blanques cavall · f3 blanques cavall · h3 blanques peó · a2 blanques peó · b2 blanques peó · c2 blanques peó · d2 blanques peó · f2 blanques peó · g2 blanques peó · a1 blanques torre · c1 blanques alfil · d1 blanques dama · e1 blanques rei · h1 blanques torre | a8 negres torre · d8 negres dama · e8 negres rei · f8 negres alfil · g8 negres cavall · h8 negres torre · a7 negres peó · b7 negres peó · c7 negres peó · f7 negres peó · g7 negres peó · h7 negres peó · c6 negres cavall · d6 negres peó · e5 negres peó · h5 negres alfil · c4 blanques alfil · e4 blanques peó · c3 blanques cavall · f3 blanques cavall · h3 blanques peó · a2 blanques peó · b2 blanques peó · c2 blanques peó · d2 blanques peó · f2 blanques peó · g2 blanques peó · a1 blanques torre · c1 blanques alfil · d1 blanques dama · e1 blanques rei · h1 blanques torre | 7 |
| 6 | a8 negres torre · d8 negres dama · e8 negres rei · f8 negres alfil · g8 negres cavall · h8 negres torre · a7 negres peó · b7 negres peó · c7 negres peó · f7 negres peó · g7 negres peó · h7 negres peó · c6 negres cavall · d6 negres peó · e5 negres peó · h5 negres alfil · c4 blanques alfil · e4 blanques peó · c3 blanques cavall · f3 blanques cavall · h3 blanques peó · a2 blanques peó · b2 blanques peó · c2 blanques peó · d2 blanques peó · f2 blanques peó · g2 blanques peó · a1 blanques torre · c1 blanques alfil · d1 blanques dama · e1 blanques rei · h1 blanques torre | a8 negres torre · d8 negres dama · e8 negres rei · f8 negres alfil · g8 negres cavall · h8 negres torre · a7 negres peó · b7 negres peó · c7 negres peó · f7 negres peó · g7 negres peó · h7 negres peó · c6 negres cavall · d6 negres peó · e5 negres peó · h5 negres alfil · c4 blanques alfil · e4 blanques peó · c3 blanques cavall · f3 blanques cavall · h3 blanques peó · a2 blanques peó · b2 blanques peó · c2 blanques peó · d2 blanques peó · f2 blanques peó · g2 blanques peó · a1 blanques torre · c1 blanques alfil · d1 blanques dama · e1 blanques rei · h1 blanques torre | a8 negres torre · d8 negres dama · e8 negres rei · f8 negres alfil · g8 negres cavall · h8 negres torre · a7 negres peó · b7 negres peó · c7 negres peó · f7 negres peó · g7 negres peó · h7 negres peó · c6 negres cavall · d6 negres peó · e5 negres peó · h5 negres alfil · c4 blanques alfil · e4 blanques peó · c3 blanques cavall · f3 blanques cavall · h3 blanques peó · a2 blanques peó · b2 blanques peó · c2 blanques peó · d2 blanques peó · f2 blanques peó · g2 blanques peó · a1 blanques torre · c1 blanques alfil · d1 blanques dama · e1 blanques rei · h1 blanques torre | a8 negres torre · d8 negres dama · e8 negres rei · f8 negres alfil · g8 negres cavall · h8 negres torre · a7 negres peó · b7 negres peó · c7 negres peó · f7 negres peó · g7 negres peó · h7 negres peó · c6 negres cavall · d6 negres peó · e5 negres peó · h5 negres alfil · c4 blanques alfil · e4 blanques peó · c3 blanques cavall · f3 blanques cavall · h3 blanques peó · a2 blanques peó · b2 blanques peó · c2 blanques peó · d2 blanques peó · f2 blanques peó · g2 blanques peó · a1 blanques torre · c1 blanques alfil · d1 blanques dama · e1 blanques rei · h1 blanques torre | a8 negres torre · d8 negres dama · e8 negres rei · f8 negres alfil · g8 negres cavall · h8 negres torre · a7 negres peó · b7 negres peó · c7 negres peó · f7 negres peó · g7 negres peó · h7 negres peó · c6 negres cavall · d6 negres peó · e5 negres peó · h5 negres alfil · c4 blanques alfil · e4 blanques peó · c3 blanques cavall · f3 blanques cavall · h3 blanques peó · a2 blanques peó · b2 blanques peó · c2 blanques peó · d2 blanques peó · f2 blanques peó · g2 blanques peó · a1 blanques torre · c1 blanques alfil · d1 blanques dama · e1 blanques rei · h1 blanques torre | a8 negres torre · d8 negres dama · e8 negres rei · f8 negres alfil · g8 negres cavall · h8 negres torre · a7 negres peó · b7 negres peó · c7 negres peó · f7 negres peó · g7 negres peó · h7 negres peó · c6 negres cavall · d6 negres peó · e5 negres peó · h5 negres alfil · c4 blanques alfil · e4 blanques peó · c3 blanques cavall · f3 blanques cavall · h3 blanques peó · a2 blanques peó · b2 blanques peó · c2 blanques peó · d2 blanques peó · f2 blanques peó · g2 blanques peó · a1 blanques torre · c1 blanques alfil · d1 blanques dama · e1 blanques rei · h1 blanques torre | a8 negres torre · d8 negres dama · e8 negres rei · f8 negres alfil · g8 negres cavall · h8 negres torre · a7 negres peó · b7 negres peó · c7 negres peó · f7 negres peó · g7 negres peó · h7 negres peó · c6 negres cavall · d6 negres peó · e5 negres peó · h5 negres alfil · c4 blanques alfil · e4 blanques peó · c3 blanques cavall · f3 blanques cavall · h3 blanques peó · a2 blanques peó · b2 blanques peó · c2 blanques peó · d2 blanques peó · f2 blanques peó · g2 blanques peó · a1 blanques torre · c1 blanques alfil · d1 blanques dama · e1 blanques rei · h1 blanques torre | a8 negres torre · d8 negres dama · e8 negres rei · f8 negres alfil · g8 negres cavall · h8 negres torre · a7 negres peó · b7 negres peó · c7 negres peó · f7 negres peó · g7 negres peó · h7 negres peó · c6 negres cavall · d6 negres peó · e5 negres peó · h5 negres alfil · c4 blanques alfil · e4 blanques peó · c3 blanques cavall · f3 blanques cavall · h3 blanques peó · a2 blanques peó · b2 blanques peó · c2 blanques peó · d2 blanques peó · f2 blanques peó · g2 blanques peó · a1 blanques torre · c1 blanques alfil · d1 blanques dama · e1 blanques rei · h1 blanques torre | 6 |
| 5 | a8 negres torre · d8 negres dama · e8 negres rei · f8 negres alfil · g8 negres cavall · h8 negres torre · a7 negres peó · b7 negres peó · c7 negres peó · f7 negres peó · g7 negres peó · h7 negres peó · c6 negres cavall · d6 negres peó · e5 negres peó · h5 negres alfil · c4 blanques alfil · e4 blanques peó · c3 blanques cavall · f3 blanques cavall · h3 blanques peó · a2 blanques peó · b2 blanques peó · c2 blanques peó · d2 blanques peó · f2 blanques peó · g2 blanques peó · a1 blanques torre · c1 blanques alfil · d1 blanques dama · e1 blanques rei · h1 blanques torre | a8 negres torre · d8 negres dama · e8 negres rei · f8 negres alfil · g8 negres cavall · h8 negres torre · a7 negres peó · b7 negres peó · c7 negres peó · f7 negres peó · g7 negres peó · h7 negres peó · c6 negres cavall · d6 negres peó · e5 negres peó · h5 negres alfil · c4 blanques alfil · e4 blanques peó · c3 blanques cavall · f3 blanques cavall · h3 blanques peó · a2 blanques peó · b2 blanques peó · c2 blanques peó · d2 blanques peó · f2 blanques peó · g2 blanques peó · a1 blanques torre · c1 blanques alfil · d1 blanques dama · e1 blanques rei · h1 blanques torre | a8 negres torre · d8 negres dama · e8 negres rei · f8 negres alfil · g8 negres cavall · h8 negres torre · a7 negres peó · b7 negres peó · c7 negres peó · f7 negres peó · g7 negres peó · h7 negres peó · c6 negres cavall · d6 negres peó · e5 negres peó · h5 negres alfil · c4 blanques alfil · e4 blanques peó · c3 blanques cavall · f3 blanques cavall · h3 blanques peó · a2 blanques peó · b2 blanques peó · c2 blanques peó · d2 blanques peó · f2 blanques peó · g2 blanques peó · a1 blanques torre · c1 blanques alfil · d1 blanques dama · e1 blanques rei · h1 blanques torre | a8 negres torre · d8 negres dama · e8 negres rei · f8 negres alfil · g8 negres cavall · h8 negres torre · a7 negres peó · b7 negres peó · c7 negres peó · f7 negres peó · g7 negres peó · h7 negres peó · c6 negres cavall · d6 negres peó · e5 negres peó · h5 negres alfil · c4 blanques alfil · e4 blanques peó · c3 blanques cavall · f3 blanques cavall · h3 blanques peó · a2 blanques peó · b2 blanques peó · c2 blanques peó · d2 blanques peó · f2 blanques peó · g2 blanques peó · a1 blanques torre · c1 blanques alfil · d1 blanques dama · e1 blanques rei · h1 blanques torre | a8 negres torre · d8 negres dama · e8 negres rei · f8 negres alfil · g8 negres cavall · h8 negres torre · a7 negres peó · b7 negres peó · c7 negres peó · f7 negres peó · g7 negres peó · h7 negres peó · c6 negres cavall · d6 negres peó · e5 negres peó · h5 negres alfil · c4 blanques alfil · e4 blanques peó · c3 blanques cavall · f3 blanques cavall · h3 blanques peó · a2 blanques peó · b2 blanques peó · c2 blanques peó · d2 blanques peó · f2 blanques peó · g2 blanques peó · a1 blanques torre · c1 blanques alfil · d1 blanques dama · e1 blanques rei · h1 blanques torre | a8 negres torre · d8 negres dama · e8 negres rei · f8 negres alfil · g8 negres cavall · h8 negres torre · a7 negres peó · b7 negres peó · c7 negres peó · f7 negres peó · g7 negres peó · h7 negres peó · c6 negres cavall · d6 negres peó · e5 negres peó · h5 negres alfil · c4 blanques alfil · e4 blanques peó · c3 blanques cavall · f3 blanques cavall · h3 blanques peó · a2 blanques peó · b2 blanques peó · c2 blanques peó · d2 blanques peó · f2 blanques peó · g2 blanques peó · a1 blanques torre · c1 blanques alfil · d1 blanques dama · e1 blanques rei · h1 blanques torre | a8 negres torre · d8 negres dama · e8 negres rei · f8 negres alfil · g8 negres cavall · h8 negres torre · a7 negres peó · b7 negres peó · c7 negres peó · f7 negres peó · g7 negres peó · h7 negres peó · c6 negres cavall · d6 negres peó · e5 negres peó · h5 negres alfil · c4 blanques alfil · e4 blanques peó · c3 blanques cavall · f3 blanques cavall · h3 blanques peó · a2 blanques peó · b2 blanques peó · c2 blanques peó · d2 blanques peó · f2 blanques peó · g2 blanques peó · a1 blanques torre · c1 blanques alfil · d1 blanques dama · e1 blanques rei · h1 blanques torre | a8 negres torre · d8 negres dama · e8 negres rei · f8 negres alfil · g8 negres cavall · h8 negres torre · a7 negres peó · b7 negres peó · c7 negres peó · f7 negres peó · g7 negres peó · h7 negres peó · c6 negres cavall · d6 negres peó · e5 negres peó · h5 negres alfil · c4 blanques alfil · e4 blanques peó · c3 blanques cavall · f3 blanques cavall · h3 blanques peó · a2 blanques peó · b2 blanques peó · c2 blanques peó · d2 blanques peó · f2 blanques peó · g2 blanques peó · a1 blanques torre · c1 blanques alfil · d1 blanques dama · e1 blanques rei · h1 blanques torre | 5 |
| 4 | a8 negres torre · d8 negres dama · e8 negres rei · f8 negres alfil · g8 negres cavall · h8 negres torre · a7 negres peó · b7 negres peó · c7 negres peó · f7 negres peó · g7 negres peó · h7 negres peó · c6 negres cavall · d6 negres peó · e5 negres peó · h5 negres alfil · c4 blanques alfil · e4 blanques peó · c3 blanques cavall · f3 blanques cavall · h3 blanques peó · a2 blanques peó · b2 blanques peó · c2 blanques peó · d2 blanques peó · f2 blanques peó · g2 blanques peó · a1 blanques torre · c1 blanques alfil · d1 blanques dama · e1 blanques rei · h1 blanques torre | a8 negres torre · d8 negres dama · e8 negres rei · f8 negres alfil · g8 negres cavall · h8 negres torre · a7 negres peó · b7 negres peó · c7 negres peó · f7 negres peó · g7 negres peó · h7 negres peó · c6 negres cavall · d6 negres peó · e5 negres peó · h5 negres alfil · c4 blanques alfil · e4 blanques peó · c3 blanques cavall · f3 blanques cavall · h3 blanques peó · a2 blanques peó · b2 blanques peó · c2 blanques peó · d2 blanques peó · f2 blanques peó · g2 blanques peó · a1 blanques torre · c1 blanques alfil · d1 blanques dama · e1 blanques rei · h1 blanques torre | a8 negres torre · d8 negres dama · e8 negres rei · f8 negres alfil · g8 negres cavall · h8 negres torre · a7 negres peó · b7 negres peó · c7 negres peó · f7 negres peó · g7 negres peó · h7 negres peó · c6 negres cavall · d6 negres peó · e5 negres peó · h5 negres alfil · c4 blanques alfil · e4 blanques peó · c3 blanques cavall · f3 blanques cavall · h3 blanques peó · a2 blanques peó · b2 blanques peó · c2 blanques peó · d2 blanques peó · f2 blanques peó · g2 blanques peó · a1 blanques torre · c1 blanques alfil · d1 blanques dama · e1 blanques rei · h1 blanques torre | a8 negres torre · d8 negres dama · e8 negres rei · f8 negres alfil · g8 negres cavall · h8 negres torre · a7 negres peó · b7 negres peó · c7 negres peó · f7 negres peó · g7 negres peó · h7 negres peó · c6 negres cavall · d6 negres peó · e5 negres peó · h5 negres alfil · c4 blanques alfil · e4 blanques peó · c3 blanques cavall · f3 blanques cavall · h3 blanques peó · a2 blanques peó · b2 blanques peó · c2 blanques peó · d2 blanques peó · f2 blanques peó · g2 blanques peó · a1 blanques torre · c1 blanques alfil · d1 blanques dama · e1 blanques rei · h1 blanques torre | a8 negres torre · d8 negres dama · e8 negres rei · f8 negres alfil · g8 negres cavall · h8 negres torre · a7 negres peó · b7 negres peó · c7 negres peó · f7 negres peó · g7 negres peó · h7 negres peó · c6 negres cavall · d6 negres peó · e5 negres peó · h5 negres alfil · c4 blanques alfil · e4 blanques peó · c3 blanques cavall · f3 blanques cavall · h3 blanques peó · a2 blanques peó · b2 blanques peó · c2 blanques peó · d2 blanques peó · f2 blanques peó · g2 blanques peó · a1 blanques torre · c1 blanques alfil · d1 blanques dama · e1 blanques rei · h1 blanques torre | a8 negres torre · d8 negres dama · e8 negres rei · f8 negres alfil · g8 negres cavall · h8 negres torre · a7 negres peó · b7 negres peó · c7 negres peó · f7 negres peó · g7 negres peó · h7 negres peó · c6 negres cavall · d6 negres peó · e5 negres peó · h5 negres alfil · c4 blanques alfil · e4 blanques peó · c3 blanques cavall · f3 blanques cavall · h3 blanques peó · a2 blanques peó · b2 blanques peó · c2 blanques peó · d2 blanques peó · f2 blanques peó · g2 blanques peó · a1 blanques torre · c1 blanques alfil · d1 blanques dama · e1 blanques rei · h1 blanques torre | a8 negres torre · d8 negres dama · e8 negres rei · f8 negres alfil · g8 negres cavall · h8 negres torre · a7 negres peó · b7 negres peó · c7 negres peó · f7 negres peó · g7 negres peó · h7 negres peó · c6 negres cavall · d6 negres peó · e5 negres peó · h5 negres alfil · c4 blanques alfil · e4 blanques peó · c3 blanques cavall · f3 blanques cavall · h3 blanques peó · a2 blanques peó · b2 blanques peó · c2 blanques peó · d2 blanques peó · f2 blanques peó · g2 blanques peó · a1 blanques torre · c1 blanques alfil · d1 blanques dama · e1 blanques rei · h1 blanques torre | a8 negres torre · d8 negres dama · e8 negres rei · f8 negres alfil · g8 negres cavall · h8 negres torre · a7 negres peó · b7 negres peó · c7 negres peó · f7 negres peó · g7 negres peó · h7 negres peó · c6 negres cavall · d6 negres peó · e5 negres peó · h5 negres alfil · c4 blanques alfil · e4 blanques peó · c3 blanques cavall · f3 blanques cavall · h3 blanques peó · a2 blanques peó · b2 blanques peó · c2 blanques peó · d2 blanques peó · f2 blanques peó · g2 blanques peó · a1 blanques torre · c1 blanques alfil · d1 blanques dama · e1 blanques rei · h1 blanques torre | 4 |
| 3 | a8 negres torre · d8 negres dama · e8 negres rei · f8 negres alfil · g8 negres cavall · h8 negres torre · a7 negres peó · b7 negres peó · c7 negres peó · f7 negres peó · g7 negres peó · h7 negres peó · c6 negres cavall · d6 negres peó · e5 negres peó · h5 negres alfil · c4 blanques alfil · e4 blanques peó · c3 blanques cavall · f3 blanques cavall · h3 blanques peó · a2 blanques peó · b2 blanques peó · c2 blanques peó · d2 blanques peó · f2 blanques peó · g2 blanques peó · a1 blanques torre · c1 blanques alfil · d1 blanques dama · e1 blanques rei · h1 blanques torre | a8 negres torre · d8 negres dama · e8 negres rei · f8 negres alfil · g8 negres cavall · h8 negres torre · a7 negres peó · b7 negres peó · c7 negres peó · f7 negres peó · g7 negres peó · h7 negres peó · c6 negres cavall · d6 negres peó · e5 negres peó · h5 negres alfil · c4 blanques alfil · e4 blanques peó · c3 blanques cavall · f3 blanques cavall · h3 blanques peó · a2 blanques peó · b2 blanques peó · c2 blanques peó · d2 blanques peó · f2 blanques peó · g2 blanques peó · a1 blanques torre · c1 blanques alfil · d1 blanques dama · e1 blanques rei · h1 blanques torre | a8 negres torre · d8 negres dama · e8 negres rei · f8 negres alfil · g8 negres cavall · h8 negres torre · a7 negres peó · b7 negres peó · c7 negres peó · f7 negres peó · g7 negres peó · h7 negres peó · c6 negres cavall · d6 negres peó · e5 negres peó · h5 negres alfil · c4 blanques alfil · e4 blanques peó · c3 blanques cavall · f3 blanques cavall · h3 blanques peó · a2 blanques peó · b2 blanques peó · c2 blanques peó · d2 blanques peó · f2 blanques peó · g2 blanques peó · a1 blanques torre · c1 blanques alfil · d1 blanques dama · e1 blanques rei · h1 blanques torre | a8 negres torre · d8 negres dama · e8 negres rei · f8 negres alfil · g8 negres cavall · h8 negres torre · a7 negres peó · b7 negres peó · c7 negres peó · f7 negres peó · g7 negres peó · h7 negres peó · c6 negres cavall · d6 negres peó · e5 negres peó · h5 negres alfil · c4 blanques alfil · e4 blanques peó · c3 blanques cavall · f3 blanques cavall · h3 blanques peó · a2 blanques peó · b2 blanques peó · c2 blanques peó · d2 blanques peó · f2 blanques peó · g2 blanques peó · a1 blanques torre · c1 blanques alfil · d1 blanques dama · e1 blanques rei · h1 blanques torre | a8 negres torre · d8 negres dama · e8 negres rei · f8 negres alfil · g8 negres cavall · h8 negres torre · a7 negres peó · b7 negres peó · c7 negres peó · f7 negres peó · g7 negres peó · h7 negres peó · c6 negres cavall · d6 negres peó · e5 negres peó · h5 negres alfil · c4 blanques alfil · e4 blanques peó · c3 blanques cavall · f3 blanques cavall · h3 blanques peó · a2 blanques peó · b2 blanques peó · c2 blanques peó · d2 blanques peó · f2 blanques peó · g2 blanques peó · a1 blanques torre · c1 blanques alfil · d1 blanques dama · e1 blanques rei · h1 blanques torre | a8 negres torre · d8 negres dama · e8 negres rei · f8 negres alfil · g8 negres cavall · h8 negres torre · a7 negres peó · b7 negres peó · c7 negres peó · f7 negres peó · g7 negres peó · h7 negres peó · c6 negres cavall · d6 negres peó · e5 negres peó · h5 negres alfil · c4 blanques alfil · e4 blanques peó · c3 blanques cavall · f3 blanques cavall · h3 blanques peó · a2 blanques peó · b2 blanques peó · c2 blanques peó · d2 blanques peó · f2 blanques peó · g2 blanques peó · a1 blanques torre · c1 blanques alfil · d1 blanques dama · e1 blanques rei · h1 blanques torre | a8 negres torre · d8 negres dama · e8 negres rei · f8 negres alfil · g8 negres cavall · h8 negres torre · a7 negres peó · b7 negres peó · c7 negres peó · f7 negres peó · g7 negres peó · h7 negres peó · c6 negres cavall · d6 negres peó · e5 negres peó · h5 negres alfil · c4 blanques alfil · e4 blanques peó · c3 blanques cavall · f3 blanques cavall · h3 blanques peó · a2 blanques peó · b2 blanques peó · c2 blanques peó · d2 blanques peó · f2 blanques peó · g2 blanques peó · a1 blanques torre · c1 blanques alfil · d1 blanques dama · e1 blanques rei · h1 blanques torre | a8 negres torre · d8 negres dama · e8 negres rei · f8 negres alfil · g8 negres cavall · h8 negres torre · a7 negres peó · b7 negres peó · c7 negres peó · f7 negres peó · g7 negres peó · h7 negres peó · c6 negres cavall · d6 negres peó · e5 negres peó · h5 negres alfil · c4 blanques alfil · e4 blanques peó · c3 blanques cavall · f3 blanques cavall · h3 blanques peó · a2 blanques peó · b2 blanques peó · c2 blanques peó · d2 blanques peó · f2 blanques peó · g2 blanques peó · a1 blanques torre · c1 blanques alfil · d1 blanques dama · e1 blanques rei · h1 blanques torre | 3 |
| 2 | a8 negres torre · d8 negres dama · e8 negres rei · f8 negres alfil · g8 negres cavall · h8 negres torre · a7 negres peó · b7 negres peó · c7 negres peó · f7 negres peó · g7 negres peó · h7 negres peó · c6 negres cavall · d6 negres peó · e5 negres peó · h5 negres alfil · c4 blanques alfil · e4 blanques peó · c3 blanques cavall · f3 blanques cavall · h3 blanques peó · a2 blanques peó · b2 blanques peó · c2 blanques peó · d2 blanques peó · f2 blanques peó · g2 blanques peó · a1 blanques torre · c1 blanques alfil · d1 blanques dama · e1 blanques rei · h1 blanques torre | a8 negres torre · d8 negres dama · e8 negres rei · f8 negres alfil · g8 negres cavall · h8 negres torre · a7 negres peó · b7 negres peó · c7 negres peó · f7 negres peó · g7 negres peó · h7 negres peó · c6 negres cavall · d6 negres peó · e5 negres peó · h5 negres alfil · c4 blanques alfil · e4 blanques peó · c3 blanques cavall · f3 blanques cavall · h3 blanques peó · a2 blanques peó · b2 blanques peó · c2 blanques peó · d2 blanques peó · f2 blanques peó · g2 blanques peó · a1 blanques torre · c1 blanques alfil · d1 blanques dama · e1 blanques rei · h1 blanques torre | a8 negres torre · d8 negres dama · e8 negres rei · f8 negres alfil · g8 negres cavall · h8 negres torre · a7 negres peó · b7 negres peó · c7 negres peó · f7 negres peó · g7 negres peó · h7 negres peó · c6 negres cavall · d6 negres peó · e5 negres peó · h5 negres alfil · c4 blanques alfil · e4 blanques peó · c3 blanques cavall · f3 blanques cavall · h3 blanques peó · a2 blanques peó · b2 blanques peó · c2 blanques peó · d2 blanques peó · f2 blanques peó · g2 blanques peó · a1 blanques torre · c1 blanques alfil · d1 blanques dama · e1 blanques rei · h1 blanques torre | a8 negres torre · d8 negres dama · e8 negres rei · f8 negres alfil · g8 negres cavall · h8 negres torre · a7 negres peó · b7 negres peó · c7 negres peó · f7 negres peó · g7 negres peó · h7 negres peó · c6 negres cavall · d6 negres peó · e5 negres peó · h5 negres alfil · c4 blanques alfil · e4 blanques peó · c3 blanques cavall · f3 blanques cavall · h3 blanques peó · a2 blanques peó · b2 blanques peó · c2 blanques peó · d2 blanques peó · f2 blanques peó · g2 blanques peó · a1 blanques torre · c1 blanques alfil · d1 blanques dama · e1 blanques rei · h1 blanques torre | a8 negres torre · d8 negres dama · e8 negres rei · f8 negres alfil · g8 negres cavall · h8 negres torre · a7 negres peó · b7 negres peó · c7 negres peó · f7 negres peó · g7 negres peó · h7 negres peó · c6 negres cavall · d6 negres peó · e5 negres peó · h5 negres alfil · c4 blanques alfil · e4 blanques peó · c3 blanques cavall · f3 blanques cavall · h3 blanques peó · a2 blanques peó · b2 blanques peó · c2 blanques peó · d2 blanques peó · f2 blanques peó · g2 blanques peó · a1 blanques torre · c1 blanques alfil · d1 blanques dama · e1 blanques rei · h1 blanques torre | a8 negres torre · d8 negres dama · e8 negres rei · f8 negres alfil · g8 negres cavall · h8 negres torre · a7 negres peó · b7 negres peó · c7 negres peó · f7 negres peó · g7 negres peó · h7 negres peó · c6 negres cavall · d6 negres peó · e5 negres peó · h5 negres alfil · c4 blanques alfil · e4 blanques peó · c3 blanques cavall · f3 blanques cavall · h3 blanques peó · a2 blanques peó · b2 blanques peó · c2 blanques peó · d2 blanques peó · f2 blanques peó · g2 blanques peó · a1 blanques torre · c1 blanques alfil · d1 blanques dama · e1 blanques rei · h1 blanques torre | a8 negres torre · d8 negres dama · e8 negres rei · f8 negres alfil · g8 negres cavall · h8 negres torre · a7 negres peó · b7 negres peó · c7 negres peó · f7 negres peó · g7 negres peó · h7 negres peó · c6 negres cavall · d6 negres peó · e5 negres peó · h5 negres alfil · c4 blanques alfil · e4 blanques peó · c3 blanques cavall · f3 blanques cavall · h3 blanques peó · a2 blanques peó · b2 blanques peó · c2 blanques peó · d2 blanques peó · f2 blanques peó · g2 blanques peó · a1 blanques torre · c1 blanques alfil · d1 blanques dama · e1 blanques rei · h1 blanques torre | a8 negres torre · d8 negres dama · e8 negres rei · f8 negres alfil · g8 negres cavall · h8 negres torre · a7 negres peó · b7 negres peó · c7 negres peó · f7 negres peó · g7 negres peó · h7 negres peó · c6 negres cavall · d6 negres peó · e5 negres peó · h5 negres alfil · c4 blanques alfil · e4 blanques peó · c3 blanques cavall · f3 blanques cavall · h3 blanques peó · a2 blanques peó · b2 blanques peó · c2 blanques peó · d2 blanques peó · f2 blanques peó · g2 blanques peó · a1 blanques torre · c1 blanques alfil · d1 blanques dama · e1 blanques rei · h1 blanques torre | 2 |
| 1 | a8 negres torre · d8 negres dama · e8 negres rei · f8 negres alfil · g8 negres cavall · h8 negres torre · a7 negres peó · b7 negres peó · c7 negres peó · f7 negres peó · g7 negres peó · h7 negres peó · c6 negres cavall · d6 negres peó · e5 negres peó · h5 negres alfil · c4 blanques alfil · e4 blanques peó · c3 blanques cavall · f3 blanques cavall · h3 blanques peó · a2 blanques peó · b2 blanques peó · c2 blanques peó · d2 blanques peó · f2 blanques peó · g2 blanques peó · a1 blanques torre · c1 blanques alfil · d1 blanques dama · e1 blanques rei · h1 blanques torre | a8 negres torre · d8 negres dama · e8 negres rei · f8 negres alfil · g8 negres cavall · h8 negres torre · a7 negres peó · b7 negres peó · c7 negres peó · f7 negres peó · g7 negres peó · h7 negres peó · c6 negres cavall · d6 negres peó · e5 negres peó · h5 negres alfil · c4 blanques alfil · e4 blanques peó · c3 blanques cavall · f3 blanques cavall · h3 blanques peó · a2 blanques peó · b2 blanques peó · c2 blanques peó · d2 blanques peó · f2 blanques peó · g2 blanques peó · a1 blanques torre · c1 blanques alfil · d1 blanques dama · e1 blanques rei · h1 blanques torre | a8 negres torre · d8 negres dama · e8 negres rei · f8 negres alfil · g8 negres cavall · h8 negres torre · a7 negres peó · b7 negres peó · c7 negres peó · f7 negres peó · g7 negres peó · h7 negres peó · c6 negres cavall · d6 negres peó · e5 negres peó · h5 negres alfil · c4 blanques alfil · e4 blanques peó · c3 blanques cavall · f3 blanques cavall · h3 blanques peó · a2 blanques peó · b2 blanques peó · c2 blanques peó · d2 blanques peó · f2 blanques peó · g2 blanques peó · a1 blanques torre · c1 blanques alfil · d1 blanques dama · e1 blanques rei · h1 blanques torre | a8 negres torre · d8 negres dama · e8 negres rei · f8 negres alfil · g8 negres cavall · h8 negres torre · a7 negres peó · b7 negres peó · c7 negres peó · f7 negres peó · g7 negres peó · h7 negres peó · c6 negres cavall · d6 negres peó · e5 negres peó · h5 negres alfil · c4 blanques alfil · e4 blanques peó · c3 blanques cavall · f3 blanques cavall · h3 blanques peó · a2 blanques peó · b2 blanques peó · c2 blanques peó · d2 blanques peó · f2 blanques peó · g2 blanques peó · a1 blanques torre · c1 blanques alfil · d1 blanques dama · e1 blanques rei · h1 blanques torre | a8 negres torre · d8 negres dama · e8 negres rei · f8 negres alfil · g8 negres cavall · h8 negres torre · a7 negres peó · b7 negres peó · c7 negres peó · f7 negres peó · g7 negres peó · h7 negres peó · c6 negres cavall · d6 negres peó · e5 negres peó · h5 negres alfil · c4 blanques alfil · e4 blanques peó · c3 blanques cavall · f3 blanques cavall · h3 blanques peó · a2 blanques peó · b2 blanques peó · c2 blanques peó · d2 blanques peó · f2 blanques peó · g2 blanques peó · a1 blanques torre · c1 blanques alfil · d1 blanques dama · e1 blanques rei · h1 blanques torre | a8 negres torre · d8 negres dama · e8 negres rei · f8 negres alfil · g8 negres cavall · h8 negres torre · a7 negres peó · b7 negres peó · c7 negres peó · f7 negres peó · g7 negres peó · h7 negres peó · c6 negres cavall · d6 negres peó · e5 negres peó · h5 negres alfil · c4 blanques alfil · e4 blanques peó · c3 blanques cavall · f3 blanques cavall · h3 blanques peó · a2 blanques peó · b2 blanques peó · c2 blanques peó · d2 blanques peó · f2 blanques peó · g2 blanques peó · a1 blanques torre · c1 blanques alfil · d1 blanques dama · e1 blanques rei · h1 blanques torre | a8 negres torre · d8 negres dama · e8 negres rei · f8 negres alfil · g8 negres cavall · h8 negres torre · a7 negres peó · b7 negres peó · c7 negres peó · f7 negres peó · g7 negres peó · h7 negres peó · c6 negres cavall · d6 negres peó · e5 negres peó · h5 negres alfil · c4 blanques alfil · e4 blanques peó · c3 blanques cavall · f3 blanques cavall · h3 blanques peó · a2 blanques peó · b2 blanques peó · c2 blanques peó · d2 blanques peó · f2 blanques peó · g2 blanques peó · a1 blanques torre · c1 blanques alfil · d1 blanques dama · e1 blanques rei · h1 blanques torre | a8 negres torre · d8 negres dama · e8 negres rei · f8 negres alfil · g8 negres cavall · h8 negres torre · a7 negres peó · b7 negres peó · c7 negres peó · f7 negres peó · g7 negres peó · h7 negres peó · c6 negres cavall · d6 negres peó · e5 negres peó · h5 negres alfil · c4 blanques alfil · e4 blanques peó · c3 blanques cavall · f3 blanques cavall · h3 blanques peó · a2 blanques peó · b2 blanques peó · c2 blanques peó · d2 blanques peó · f2 blanques peó · g2 blanques peó · a1 blanques torre · c1 blanques alfil · d1 blanques dama · e1 blanques rei · h1 blanques torre | 1 |
|   | a | b | c | d | e | f | g | h |   |

Es tracta d'una miniatura jugada per André Chéron amb blanques, dins una exhibició de simultànies a Leysin el 1929.
1. e4 e5
2. Cf3 Cc6
3. Ac4 d6
4. Cc3 Ag4
5. h3 (i no 5. Cxe5? com hem vist anteriorment.)
5... Ah5? (Perd com a mínim un peó. 5... Axf3 o 5... Ae6 són jugables.)
6. Cxe5 Axd1?? (6... Cxe5 7. Dxh5 Cxc4 8. Db5+ c6 9. Dxc4 o 7... Cf6 8. De2 només perden un peó)
7. Axf7+ Re7
8. Cd5 mat
5. h3 ha desviat l'alfil negre de g4, casella en la qual hauria estat protegit pel cavall després de 6... Cxe5.
La partida a ChessGames.com

## El pseudosacrifici de Legal
La partida de Legal contra Saint Brie és l'origen d'un tema tàctic, el pseudosacrifici de Legal. El desplaçament del cavall de f3 (o f6), que es troba clavat per un alfil rival, permet que la dama de d1 (o e2, d7 o e8) sigui capturada. No es tracta d'un vertader sacrifici, ja que en cas de ser acceptat, el jugador que mou el cavall clavat guanyaria la partida, en fer una combinació de mat.
Aquí hi ha una llista, no exhaustiva, de partides que es basen en el pseudosacrifici de Legal, consultables al lloc web ChessGames.com:
- Bernhard Horwitz vs Ludwig Bledow, Berlín, 1837.[12]
- Joseph Henry Blackburne vs un amateur, simultànies, Manchester, 1885.[13]
- Siegbert Tarrasch vs Mikhaïl Txigorin, Sant Petersburg, 1893, cinquena partida del matx.[14]
- Jacques Mieses vs Oehquist, Nuremberg, 1895.[15]
- Aleksandr Alekhin vs Oscar Tenner, Colònia, 1911.[16]
- Serguei Smagin vs Dragutin Sahovic, Biel/Bienne, 1990.[17]